# Battaglia di Caporetto
La battaglia di Caporetto, o dodicesima battaglia dell'Isonzo (in tedesco Schlacht von Karfreit, o zwölfte Isonzoschlacht), conosciuta in Italia e all'estero anche come "rotta" o "disfatta di Caporetto", fu uno scontro combattuto sul fronte italiano della prima guerra mondiale, tra le forze congiunte degli eserciti austro-ungarico e tedesco, contro il Regio Esercito italiano. L'attacco, cominciato alle ore 2:00 del 24 ottobre 1917 contro le linee della 2ª Armata italiana sulla linea tra Tolmino e Caporetto, portò alla più grave disfatta nella storia dell'esercito italiano, al collasso di interi reparti e al ripiegamento della 2ª e 3ª armata italiana fino al fiume Piave. La rotta produsse quasi 300 000 prigionieri e 350 000 sbandati, tanto che ancora oggi il termine "Caporetto" è entrato nell'uso comune della lingua italiana per indicare una pesante sconfitta o una disfatta.
Approfittando della crisi politica interna alla Russia zarista, dovuta alla rivoluzione russa, Austria-Ungheria e Germania poterono trasferire consistenti truppe dal fronte orientale a quello occidentale e italiano. Forti di questi rinforzi, gli austro-ungarici, con l'apporto di reparti d'élite tedeschi, sfondarono le linee tenute dalle truppe italiane che, impreparate a una guerra difensiva e duramente provate dalle precedenti undici battaglie dell'Isonzo, non ressero all'urto e dovettero ritirarsi fino al fiume Piave, a 150 chilometri di distanza.
La sconfitta portò a immediate conseguenze politiche (le dimissioni del Governo Boselli e la nomina di Vittorio Emanuele Orlando) e militari, con l’avvicendamento del generale Luigi Cadorna con il generale Armando Diaz. Le unità italiane si riorganizzarono abbastanza velocemente e fermarono le truppe austro-ungariche e tedesche nella successiva prima battaglia del Piave, riuscendo a tenere a oltranza la nuova linea difensiva su cui aveva fatto ripiegare Cadorna.

## Situazione generale
Le prime quattro offensive sull'Isonzo, scatenate da Luigi Cadorna, comandante supremo del Regio Esercito italiano, durante la seconda metà del 1915, non portarono nessun cambiamento sostanziale del fronte, ma solo alla morte di numerosi soldati di entrambi gli schieramenti, con gli italiani respinti a ogni tentativo di sfondare le linee nemiche. Così come sul fronte occidentale, quindi, anche in Italia si riconfermò la caratteristica fondamentale della prima guerra mondiale: la guerra di trincea.
Nel 1916 il capo di stato maggiore austro-ungarico Franz Conrad von Hötzendorf ritirò parte dei suoi uomini dal fronte orientale, ritenuto solido e relativamente tranquillo, per impiegarli il 15 maggio nella cosiddetta Strafexpedition (termine di origine popolare italiana che sta per "spedizione punitiva" in tedesco, in realtà mai usato dagli austro-ungarici) contro gli italiani, ma l'attacco non riuscì completamente e quindi vi fu il ritorno a una situazione di stallo. Cadorna era deciso però a riprendersi i territori dell'Altopiano di Asiago in Veneto e del Trentino e così, nella seconda metà del 1916, il Regio Esercito tentò di nuovo di scacciare i nemici dalle zone interessate, ma gli insuccessi portarono il comandante italiano a volgere nuovamente la sua attenzione all'Isonzo, dove i suoi uomini riuscirono a prendere Gorizia costringendo gli austro-ungarici a ripiegare nelle linee di difesa arretrate, da dove respinsero tutti i successivi assalti degli avversari.
Nel maggio 1917 Cadorna riprese l'iniziativa ordinando il via alla decima battaglia dell'Isonzo, ma ancora una volta i risultati ottenuti furono minimi in confronto alle vite umane perse per conseguirli. Alla fine di luglio venne convocata a Parigi una conferenza Alleata dove fu richiesto all'Italia di eseguire altre due nuove offensive, il prima possibile, per alleggerire la pressione sul fronte occidentale, ma Cadorna ne garantì solo una (undicesima battaglia dell'Isonzo), che finì in un nulla di fatto.
Tutte queste battaglie, come già detto, costarono a entrambi gli avversari ingenti perdite umane, ma per gli austro-ungarici la situazione era più grave, essendo i loro effettivi circa il 40% in meno di quelli italiani. Per loro fu quindi necessario chiedere la collaborazione dei tedeschi, che risposero inviando al fronte alcune unità di eccellenza e degli ottimi comandanti come il generale Otto von Below e il suo capo di stato maggiore Konrad Krafft von Dellmensingen.

## Terreno

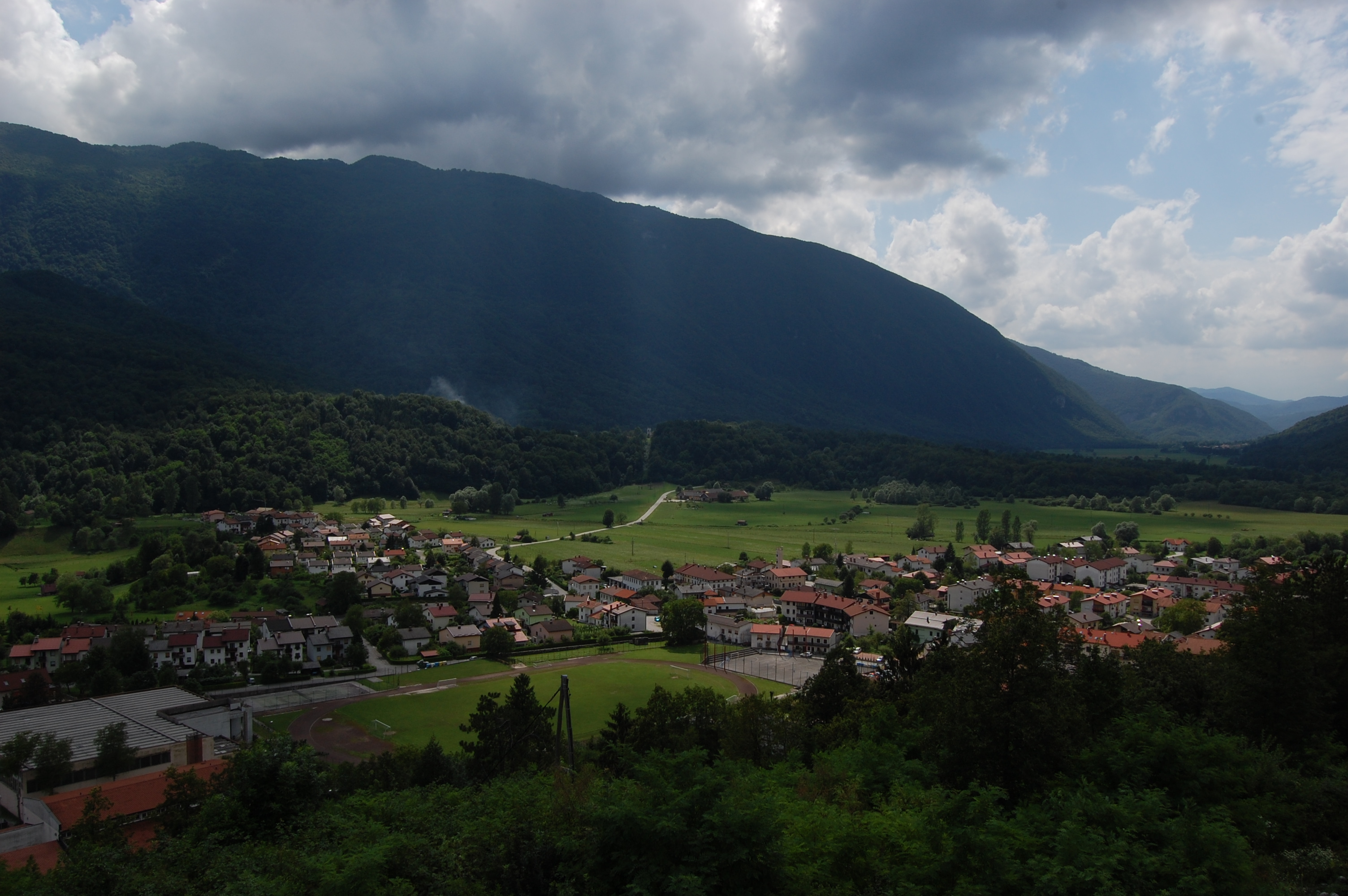
Caporetto fotografata nel luglio 2008

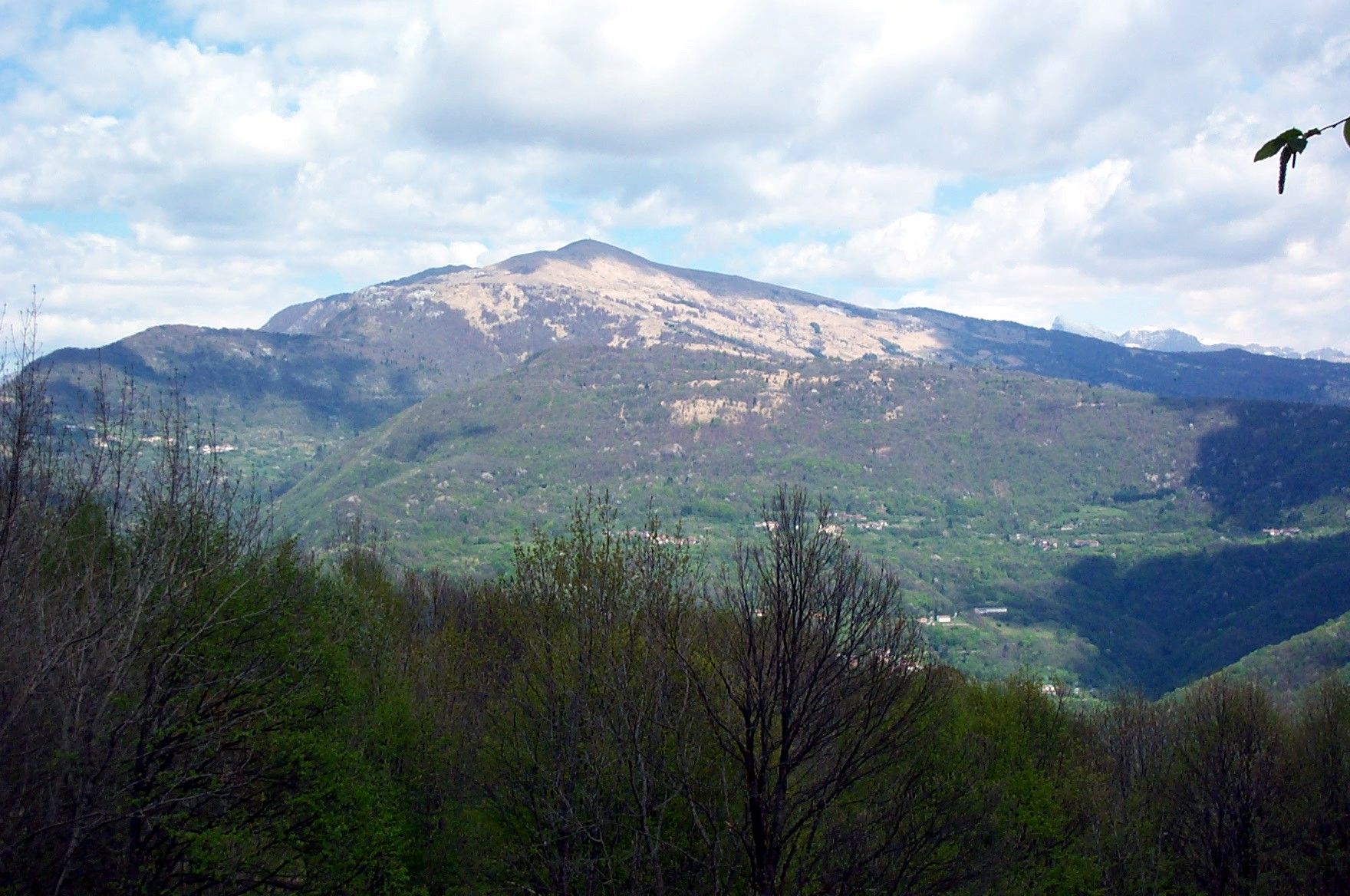
Il monte Matajur

La posizione di Caporetto (Kobarid in sloveno, Karfreit in tedesco) aveva un importante valenza tattico-operativa dato che si trova all'incrocio tra il corso dell'Isonzo e la valle del Natisone che porta verso la pianura friulana. Durante la guerra quindi il paese funzionò da collegamento tra l'interno del paese e la complessa organizzazione del IV Corpo d'armata, la grande unità del Regio Esercito dispiegata tra la vallata e le montagne sovrastanti. I paesi centrali rispetto ai settori in cui era divisa l'ampia zona di combattimento del corpo d'armata ospitavano i comandi di divisione (Dresenza, Smasti, Saga) con tutti i servizi aggregati dell'artiglieria, del genio militare e della sanità, mentre quelli a pochi chilometri dalla prima linea alloggiavano i comandi di brigata, le riserve e le truppe a riposo.
Collocate nella parte più orientale della regione Friuli-Venezia Giulia, le valli del Natisone collegano Cividale del Friuli alla valle dell'Isonzo in Slovenia. Sono costituite dalla valle del Natisone propriamente detta e da quelle percorse dai suoi affluenti, l'Alberone, il Cosizza e l'Erbezzo. A nord sono dominate dal monte Matajur, o monte Re, alto 1 641 m.
La catena del Colovrat (Kolovrat in sloveno) è una lunga catena montuosa caratterizzata da una serie di alture costituite dal monte Podclabuz (Na Gradu-Klabuk) (1114 m), dal monte Piatto (1138 m) e dal monte Nagnoj a quota 1 192, coincidente con la linea di confine attuale fra Italia e Slovenia. Tale sistema di monti si eleva sopra la valle tra Caporetto e Tolmino (Tolmin in sloveno) e nel maggio 1915 costituì uno dei punti di partenza delle truppe italiane verso i territori dell'Impero austro-ungarico.

## Forze in campo

### Le nuove tattiche del Deutsches Heer

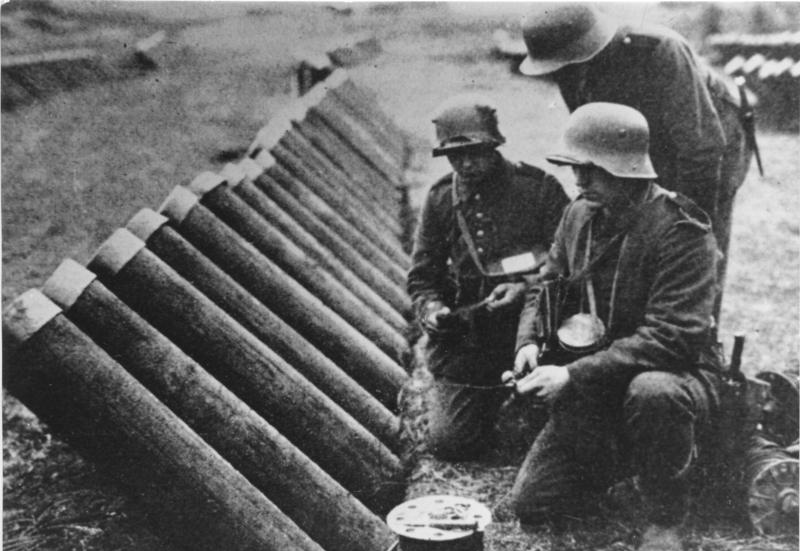
Tubi lancia-gas tedeschi. Queste armi verranno utilizzate per sfondare le linee italiane tra Plezzo e l'Isonzo

L'andamento del conflitto per l'Impero tedesco spinse Erich Ludendorff, abile generale del Deutsches Heer, consigliato anche dal colonnello Fritz von Loßberg, a rivalutare le tattiche difensive e offensive da insegnare ai soldati impiegati al fronte. Riguardo alle seconde, che più interessano lo scenario della disfatta di Caporetto, vennero istituite e addestrate le cosiddette Sturmpatrouillen, squadre d'assalto formate da 11 uomini (sette fucilieri, due portamunizioni e due addetti alle mitragliatrici) che dovevano muoversi con missione di contrattacco; così facendo si affidava l'iniziativa al livello di comando più basso, accollando alte responsabilità ai sottufficiali.
Già i francesi nel 1915 avevano sviluppato un concetto simile prevedendo di impiegare groupes de tirailleurs, armati di bombe a mano, mortai e fucili mitragliatori, contro postazioni di mitragliatrici nemiche, avanzando in formazione allargata e sfruttando ogni elemento del terreno a proprio vantaggio, ma non ci furono prove pratiche e così i tedeschi, venuti a conoscenza di queste idee, svilupparono le loro dottrine descritte sopra e le introdussero nel 1917.
I vertici militari tedeschi capirono inoltre che la vita in trincea era fisicamente e psicologicamente distruttiva per il soldato, così si adoperarono per ridurre al minimo la permanenza in prima linea delle truppe: un battaglione stava in linea mediamente 2 giorni su 12.
Di tutti questi studi e innovazioni la Germania tenne sempre al corrente l'Impero austro-ungarico, che non tardò a metterli efficacemente in pratica nella battaglia di Flondar, nella battaglia del monte Ortigara e nell'undicesima battaglia dell'Isonzo, avvalendosi soprattutto della "difesa elastica", altra novità dei loro alleati mutuata da un'idea francese rimasta tale. Essa consisteva in tre linee di difesa: la prima era occupata da poche forze, la seconda era invece ben presidiata e fortificata, mentre la terza era destinata alle riserve e alle truppe da lanciare in un eventuale rapido contrattacco.

### La situazione del Regio Esercito
Sotto il comando di Cadorna, dal maggio 1915 all'ottobre 1917, il Regio Esercito si era notevolmente potenziato passando da un milione a tre milioni di uomini. Allo stesso tempo, era più che triplicata l'artiglieria, il numero delle mitragliatrici era aumentato e anche l'aviazione aveva beneficiato di un significativo incremento. Tutto questo però non fu seguito da un valido addestramento a causa della indisponibilità di istruttori esperti, la cui formazione richiedeva degli anni, e degli stessi soldati, cronicamente insufficienti in rapporto all'estensione del fronte (650 km).
Alle innovazioni tedesche, l'Italia contrapponeva il classico schema offensivo basato su una potente azione delle artiglierie seguita dall'attacco dei fanti. Riguardo alla difesa invece, il Comando supremo militare italiano, aveva emanato poche direttive nel corso della guerra, riguardanti più che altro l'uso dell'artiglieria. Anche il Regio Esercito era disposto su tre linee di difesa ma, a differenza dei loro nemici, i soldati erano ammassati in prima linea, mentre le altre due erano scarsamente presidiate, dato che si riponevano le speranze di spezzare l'attacco dell'avversario nell'artiglieria.
La differenza con la "difesa elastica" tedesca sta nel fatto che questi accettavano il ripiegamento di qualche chilometro per preparare meglio il contrattacco da lanciare nel momento in cui, non più protetti dalle bocche da fuoco, i reparti nemici entravano in crisi sotto il tiro avverso. Un altro elemento caratteristico dell'esercito italiano era la sua eccessiva burocratizzazione: mentre gli ordini tedeschi passavano solo attraverso i comandi di divisione e di battaglione, in Italia si doveva passare per il corpo d'armata, la divisione, la brigata, il reggimento e, infine, per il battaglione.
Qualcosa comunque, anche se tardi e in misura limitata, venne fatto. Il 29 luglio 1917 infatti furono creati a Manzano gli Arditi per ordine del generale Capello, che pose il reparto alle dipendenze del capitano Giuseppe Alberto Bassi. Questo provvedimento incise comunque in misura minima nella battaglia di Caporetto, sia per il ridotto numero di Arditi, sia perché il reparto era votato prevalentemente all'azione offensiva, con poca esperienza, come del resto l'intero esercito, in ambito difensivo.
In generale, il morale della truppa alla vigilia della battaglia era estremamente basso. Numerosi erano gli indizi che lasciavano presagire un attacco di grandi proporzioni e i soldati italiani avevano ormai chiara percezione di questo. «Vi sono segni più che evidenti di intensa preparazione da parte del nemico. In batteria si continua con lavori di sistemazione, poco convinti e anche poco allegri. Diffuso nervosismo e preoccupazione». Se da un lato il morale della truppa era a terra, anche a causa delle condizioni meteo avverse, gli alti ufficiali non sembravano molto turbati: «Pare che vogliano attaccarmi, ed io non domando di meglio. Vuol dire che prenderò anche dei tedeschi nella mia collezione di prigionieri» disse il generale Capello, comandante della II Armata. Nonostante ostentasse sicurezza di fronte ai suoi sottoposti, Capello decise però di spostare la brigata Firenze, già a riposo a Cividale del Friuli, presso le retrovie del Monte Kolovrat, non lontano da dove si trovava già da qualche settimana la brigata Arno.

### Ordini di battaglia

#### Germania e Impero austro-ungarico
Per quanto riguarda la 14ª Armata e le divisioni austro-ungariche che vi militavano, tre (la 1ª, la 50ª e la 55ª) già si trovavano nella zona delle operazioni, mentre la 3ª Edelweiss e la 22ª Schützen vennero fatte arrivare dal Trentino; queste unità, assieme all'Alpenkorps, erano già avvezze alla guerra in montagna in quanto avevano combattuto nei Vosgi, in Macedonia e nei Carpazi. La 12ª "slesiana" e la 26ª dovettero invece essere addestrate a combattere nel nuovo tipo di terreno, mentre la 4ª, la 5ª, la 13ª, la 33ª, la 117ª e la 200ª provenivano dal fronte orientale.
A guardare solo gli elementi che entrarono in azione il 24 ottobre (escluse le riserve e la divisione Jäger, che per i primi 4 giorni non partecipò direttamente ai combattimenti), la forza complessiva degli austro-ungarici e tedeschi era di 353000 uomini, 2147 cannoni e 371 bombarde.

##### 14ª Armata
Di seguito l'ordine di battaglia della 14ª Armata austro-tedesca all'ora zero del 24 ottobre 1917.

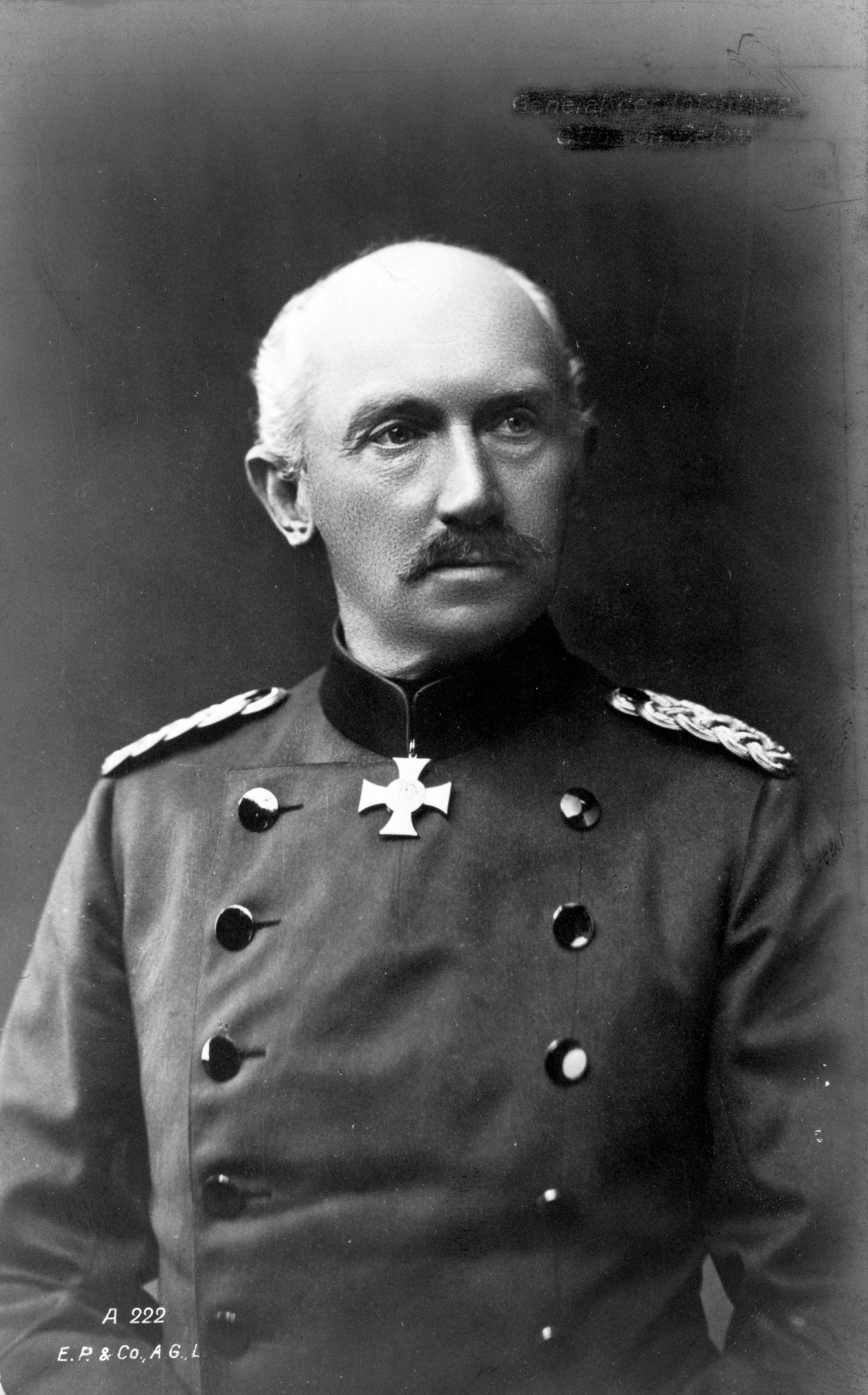
Otto von Below, comandante in capo della 14ª Armata

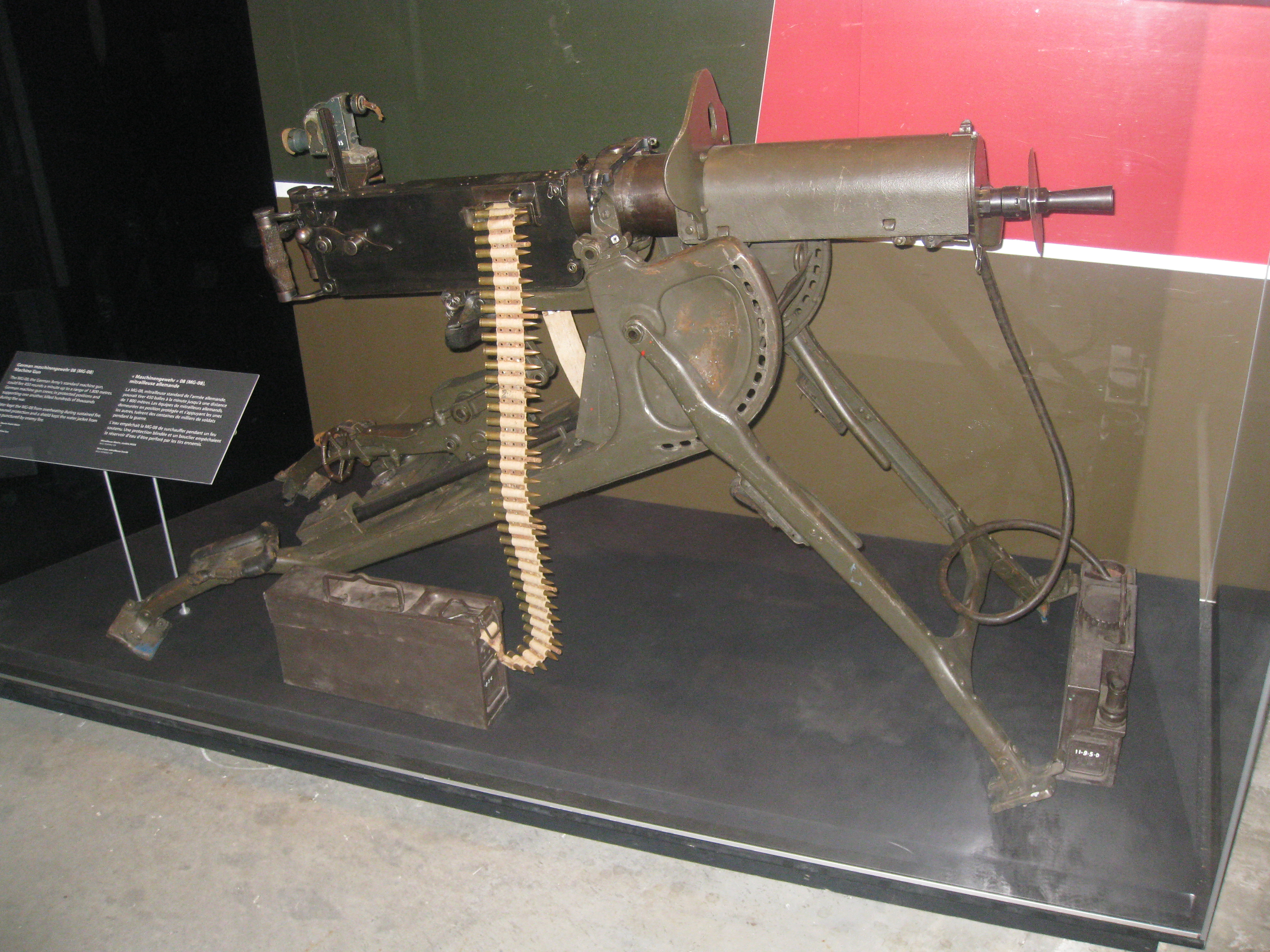
L'MG 08, mitragliatrice prodotta dall'Impero tedesco durante la prima guerra mondiale

Comandante in capo: generale di fanteria Otto von Below

Capo di Stato Maggiore: tenente generale Konrad Krafft von Dellmensingen

Comandante d'artiglieria: maggior generale Richard von Berendt

Schieramento: dal monte Rombon a Gorenji Log
- I Corpo austro-ungarico (Gruppo Krauss - generale di Fanteria Alfred Krauß)
  - Schieramento: dal monte Rombon al monte Nero
  - 3ª Divisione di fanteria austro-ungarica "Edelweiss" (maggiore generale Wieden von Alpenbach)
    - 216ª Brigata fanteria
      - 59º Reggimento fanteria "Erzherzog Rainer"
      - 4º Reggimento Kaiserjäger (1 solo battaglione)

    - 217ª Brigata fanteria
      - 14º Reggimento fanteria "Ernst Ludwig Großherzog von Hessen und bei Rhein"
      - 3º Reggimento Kaiserjäger

  - 22ª Divisione Schützen austro-ungarica (maggiore generale Müller)
    - 43ª Brigata Schützen
      - 3º Reggimento Schützen
      - 26º Reggimento Schützen

    - 98ª Brigata Schützen
      - 1º Reggimento Kaiserschützen "Trient" (fanteria da montagna)
      - 2º Reggimento Kaiserschützen "Bozen" (fanteria da montagna)

  - 55ª Divisione di Fanteria austro-ungarica (maggiore generale principe di Schwarzenberg)
    - 55° Sturmbataillon
    - 26ª Brigata da montagna
      - 4º Reggimento fanteria della Bosnia/Erzegovina
      - 7º Reggimento fanteria "Graf von Khevenhüller"

    - 38ª Brigata fanteria
      - 2º Reggimento fanteria della Bosnia/Erzegovina
      - Elementi, 4º Reggimento fanteria della Bosnia/Erzegovina (1 battaglione)
      - Elementi, 7º Reggimento fanteria (1 battaglione)

  - Divisione Jäger tedesca (colonnello von Wodkte)
    - 5ª Brigata di marcia (Ersatz) di fanteria
      - 11º Reggimento Jäger
        - Squadrone comando, 4º Reggimento dragoni "von Bredow" (1. Schlesisches)
        - Battaglione Jäger della riserva della Guardia (Prussia)
        - Battaglione Schützen della riserva della Guardia
        - 1º Battaglione Jäger

      - 12º Reggimento Jäger
        - Squadrone comando, 2º Reggimento ussari "Leib Husaren Regiment Königin Victoria von Preußen" (Prussia)
        - 2º Battaglione Jäger
        - 7º Battaglione Jäger
        - 1º Battaglione Jäger della riserva

      - 13º Reggimento Jäger
        - Squadrone comando, 8º Reggimento Chevaulegers (Baviera)
        - 8º Battaglione Jäger della riserva
        - 20º Battaglione Jäger della riserva
        - 21º Battaglione Jäger della riserva

      - Sturmbataillon "Kronprinz Rupprecht" (Baviera)
      - Sturmbataillon "Deutscher Kronprinz" (Baviera)
      - Sturmbataillon "Herzog Albrecht" (Baviera)
- III Corpo bavarese (Gruppo Stein - tenente generale Hermann Freiherr von Stein)
  - Schieramento: dal monte Nero a Mengore
  - 50ª Divisione di fanteria austro-ungarica (maggiore generale Gerabek)
    - 3ª Brigata da montagna
      - 30º Reggimento fanteria "Schoedler" (1 solo battaglione)
      - 33º Reggimento fanteria "Kaiser Leopold II" (1 solo battaglione)
      - 46º Reggimento fanteria (1 solo battaglione)
      - 80º Reggimento fanteria "Wilhelm Ernst Großherzog von Sachsen-Weimar-Eisenach, Herzog zu Sachsen" (1 solo battaglione)
      - 25º Battaglione Feldjäger
      - 155º Reggimento Landsturm (milizia territoriale)

    - 15ª Brigata da montagna
      - 1º Reggimento fanteria della Bosnia/Erzegovina (meno 1 battaglione)
      - 18º Reggimento fanteria "Erzherzog Leopold Salvator" (1 solo battaglione)
      - 37º Reggimento fanteria "Erzherzog Joseph" (1 solo battaglione)
      - 61º Reggimento fanteria "Ritter von Frank" (1 solo battaglione)

  - 12ª Divisione di fanteria tedesca (maggiore generale Lequis)
    - 24ª Brigata fanteria
      - 23º Reggimento fanteria "von Winterfeldt" (2.Oberschlesisches)
      - 62º Reggimento fanteria (3.Oberschlesisches)
      - 63º Reggimento fanteria (4.Oberschlesisches)

  - 117ª Divisione di fanteria tedesca – maggiore generale von Seydel
    - 233ª Brigata fanteria
      - 157º Reggimento fanteria (4.Schlesisches)
      - 11º Reggimento fanteria della riserva
      - 22º Reggimento fanteria della riserva "Keith" (1. Oberschlesisches)

  - Corpo alpino tedesco (Alpenkorps) (maggiore generale von Tutschenk)
    - 1ª Brigata Jäger bavarese
      - Reggimento della guardia bavarese "B. Leib regiment"
      - 1º Reggimento Jäger bavarese
        - 1º Battaglione Jäger bavarese "Koenig"
        - 1º Battaglione Jäger bavarese
        - 1º Battaglione Jäger della riserva bavarese

      - 2º Reggimento Jäger bavarese
        - 10º Battaglione Jäger bavarese
        - 10º Battaglione Jäger della riserva bavarese
        - 14º Battaglione Jäger della riserva bavarese

    - Battaglione da montagna del Württemberg (maggiore Theodor Sproesser)
- LI Corpo tedesco (Gruppo Berrer - tenente generale Albert von Berrer)
  - Schieramento: da Mengore a Santa Lucia d'Isonzo
  - 26ª Divisione di Fanteria (1ª Württemberg) (maggiore generale von Hofacker)
    - 51ª Brigata fanteria
      - 119º Reggimento granatieri "Königin Olga" (1.Württenbergisches)
      - 121º Reggimento fanteria "Alt-Württemberg" (3.Württenbergisches)
      - 125º Reggimento fanteria "Kaiser Fredrich, König von Preußen" (7.Württenbergisches)

  - 200ª Divisione di fanteria tedesca (maggiore generale von Below)
    - 2ª Brigata Jäger
      - 3º Reggimento Jäger
        - 1º Battaglione Sciatori (Baviera)
        - 2º Battaglione Sciatori
        - 3º Battaglione Sciatori
        - 4º Battaglione Sciatori (Baviera)

      - 4º Reggimento Jäger
        - 11º Battaglione Jäger
        - 5º Battaglione Jäger della riserva
        - 6º Battaglione Jäger della riserva

      - 5º Reggimento Jäger
        - 17º Battaglione Jäger della riserva
        - 18º Battaglione Jäger della riserva
        - 23º Battaglione Jäger della riserva
- XV Corpo austro-ungarico (Gruppo Scotti - luogotenente feldmaresciallo[N 10] Karl Scotti)
  - Schieramento: da Santa Lucia d'Isonzo a Log
  - 1ª Divisione di fanteria austro-ungarica (luogotenente feldmaresciallo Metzger)
    - 7ª Brigata da montagna
      - 5º Reggimento di fanteria "Freiherr von Klobucar" (1 solo battaglione)
      - 25º Reggimento di fanteria "Edler von Pokorny" (1 solo battaglione)
      - 53º Reggimento di fanteria "Dankl" (1 solo battaglione)
      - 66º Reggimento di fanteria "Erzherzog Peter Ferdinand" (1 solo battaglione)
      - 86º Reggimento di fanteria "Freiherr von Steininger" (1 solo battaglione)
      - 3º Battaglione Jäger della Bosnia/Erzegovina

    - 22ª Brigata da montagna
      - 4º Reggimento fanteria della Bosnia/Erzegovina (1 solo battaglione)
      - 17º Battaglione Feldjäger
      - 31º Battaglione Feldjäger
      - 37º Reggimento Schützen "Gravosa" (2 battaglioni)
      - 92º Reggimento fanteria "Edler von Hortstein"

  - 5ª Divisione di fanteria tedesca (maggiore generale von Wedel)
    - 10ª Brigata fanteria
      - 8º Reggimento granatieri "Leib" "König Frederich Wilhelm III" (1.Branderburgisches)
      - 12º Reggimento granatieri "Prinz Karl von Preußen" (2.Branderburgisches)
      - 52º Reggimento fanteria "von Albensleven" (6.Branderburgisches)
- Riserva d'Armata
  - 4ª Divisione di fanteria austro-ungarica (luogotenente feldmaresciallo Pfeffer von Ehrenstein)
    - 7ª Brigata fanteria
      - 88º Reggimento fanteria
      - 99º Reggimento fanteria

    - 8ª Brigata fanteria
      - 8º Reggimento fanteria "Erzherzog Karl Stephan"
      - 49º Reggimento fanteria "Freiherr von Hess"

  - 13ª Divisione Schützen austro-ungarica (luogotenente feldmaresciallo von Kalser)
    - 25ª Brigata Schützen
      - 1º Reggimento Schützen "Wien"
      - 24º Reggimento Schützen "Wien"

    - 26ª Brigata Schützen
      - 14º Reggimento Schützen "Brünn"
      - 25º Reggimento Schützen "Kremsier"

  - 33ª Divisione di fanteria austro-ungarica (maggiore Generale Iwansky von Iwanina)
    - 65ª Brigata fanteria
      - 19º Reggimento fanteria "Erzherzog Franz Ferdinand"
      - 36º Reggimento fanteria "Reichsgraf Browne"

    - 66ª Brigata fanteria
      - 12º Reggimento fanteria "Parmann"
      - 83º Reggimento fanteria "Freiherr von Schikovsky"
- Grandi unità assegnate successivamente alla 14ª Armata
  - 35ª Divisione di fanteria austro-ungarica (luogotenente feldmaresciallo von Podhoransky) (dalla 2ª Armata)
    - 69ª Brigata fanteria
      - 51º Reggimento fanteria "von Boroeviċ"
      - 63º Reggimento fanteria "Freiherr von Pitreich"

    - 70ª Brigata fanteria
      - 62º Reggimento fanteria "Ludwig III, König von Bayern"
      - 64º Reggimento fanteria "Ritter von Auffenberg"

  - 94ª Divisione di fanteria austro-ungarica (luogotenente feldmaresciallo von Lawrowski)
    - Gruppo Lesachtal
      - 148º Battaglione Landsturm (milizia territoriale)
      - Battaglione Schützen volontari di Salisburgo
      - Battaglione Schützen volontari della Stiria

    - 25ª Brigata di montagna
      - 18º Reggimento Schützen "Przemyšl" (1 solo battaglione)
      - 8º Battaglione Feldjäger
      -  ??? Battaglione Feldjäger di marcia (Ersatz)
      - 26º Reggimento Landsturm (milizia territoriale, 1 battaglione)
      - 30º Battaglione Landsturm (milizia territoriale)

    - 57ª Brigata fanteria da montagna
      - 26º Reggimento Landsturm (milizia territoriale, 2 battaglioni)
      - 151º Battaglione Landsturm (milizia territoriale)
      - 157º Battaglione Landsturm (milizia territoriale)
      -  ???° Sturmbataillon

Forza stimata totale (solo compagnie fucilieri, escluse le compagnie mitragliatrici e i servizi): 98400 unità

Battaglioni: 164 (di cui 65 tedeschi)

Artiglieria: 1759 pezzi di cui 1250 piccoli calibri, 396 medi calibri, 32 grossi calibri, 81 in posizione fissa oltre a 44 compagnie lanciamine. Erano disponibili anche 4000 mitragliatrici circa.

##### 2ª Armata dell'Isonzo
Di seguito l'ordine di battaglia della 2ª Armata dell'Isonzo (Gruppo Kosak) all'ora zero del 24 ottobre 1917.
Comandante in capo: luogotenente maresciallo Ferdinand Kosak

Capo di Stato Maggiore: tenente colonnello Walter Slameczka

Schieramento: da Gorenji Log a Črni Kal
- - 60ª Divisione di fanteria austro-ungarica (luogotenente feldmaresciallo Goiginger)
    - 2ª Brigata Fanteria da Montagna
      - 8º Reggimento Fanteria "Erzherzog Karl Stephan" (1 solo battaglione)
      - 52º Reggimento Fanteria "Erzherzog Friedrich" (1 solo battaglione)
      - 55º Reggimento Fanteria (1 solo battaglione)
      - 70º Reggimento Fanteria "Edler von Appel" (1 solo battaglione)
      - 12º Battaglione Feldjäger
      - 8º Battaglione Feldjäger della Bosnia/Erzegovina

    - 10ª Brigata Fanteria da Montagna
      - 20º Reggimento Fanteria "Heinrich Prinz von Preußen" (1 solo battaglione)
      - 21º Reggimento Fanteria "Graf von Abensperg u. Traun" (1 solo battaglione)
      - 47º Reggimento Fanteria "Graf von Beck-Rzikowsky" (1 solo battaglione)
      - 90º Reggimento Fanteria "Edler von Horsetzky" (1 solo battaglione)
      - 1º Battaglione Feldjäger della Bosnia/Erzegovina
      - 4º Battaglione Feldjäger della Bosnia/Erzegovina

  - 35ª Divisione di Fanteria austro-ungarica (luogotenente feldmaresciallo von Podhoránszky) (poi alla 14ª Armata)
    - 69ª Brigata Fanteria
      - 51º Reggimento Fanteria "von Boroevic"
      - 63º Reggimento Fanteria "Freiherr von Pitreich"

    - 70ª Brigata Fanteria
      - 62º Reggimento Fanteria "Ludwig III, König von Bayern"
      - 64º Reggimento Fanteria "Ritter von Auffenberg"

  - 57ª Divisione di Fanteria austro-ungarica (maggiore generale von Hrozny)
    - 5ª Brigata Fanteria
      - 22º Reggimento Fanteria "Graf von Lacy" (meno 1 battaglione)
      - 57º Reggimento Fanteria "Prinz zu Sachsen-Coburg-Saalfeld"
      - 2º Reggimento Landsturm (milizia territoriale, 1 solo battaglione)

    - 18ª Brigata Fanteria
      - 87º Reggimento Fanteria "Freiherr von Succovaty"
      - 34º Reggimento Fanteria "Wilhelm I, Deutscher Kaiser und König von Preußen" (1 solo battaglione)
      - 69º Reggimento Fanteria "Freiherr von Leithner" (1 solo battaglione)
      - 8º Battaglione Feldjäger

Forza stimata totale (solo compagnie fucilieri, escluse le compagnie mitragliatrici e i servizi): 21600 unità

Battaglioni: 36

Artiglieria: 424 pezzi di cui 320 piccoli calibri, 96 medi calibri, 8 grossi calibri, oltre a 23 compagnie lanciabombe.

#### Italia
Sul fronte dell'Isonzo Cadorna aveva a sud (destra) la 3ª Armata, dal cui Comando Aeronautica dipendeva il I Gruppo, comandata dal duca d'Aosta costituita da quattro corpi d'armata, e a nord (sinistra) la 2ª Armata, dal cui Comando Aeronautica dipendeva il II Gruppo (poi 2º Gruppo), comandata dal generale Luigi Capello e costituita da ben otto corpi d'armata. Lo sfondamento avvenne sul fianco sinistro della 2ª Armata tra Tolmino e Plezzo. Tale parte di fronte era presidiata a sud tra Tolmino e l'alta valle dello Judrio, dalla 19ª Divisione del maggior generale Giovanni Villani, dalla brigata Puglie e dal X Gruppo alpini del XXVII Corpo d'armata di Pietro Badoglio, mentre a nord da Gabria fino a Plezzo dal IV Corpo d'armata del tenente generale Alberto Cavaciocchi. Incuneato tra i due corpi d'armata e in posizione più arretrata era stato disposto molto frettolosamente anche il debole VII Corpo d'armata comandato dal maggior generale Luigi Bongiovanni.
Se si prendono in considerazione i soli reparti interessati dall'offensiva di von Below e di Kosak, si trattava di 257 400 uomini appoggiati da 997 cannoni e 345 bombarde.

##### 2ª Armata
Di seguito l'ordine di battaglia della 2ª Armata italiana all'ora zero del 24 ottobre 1917

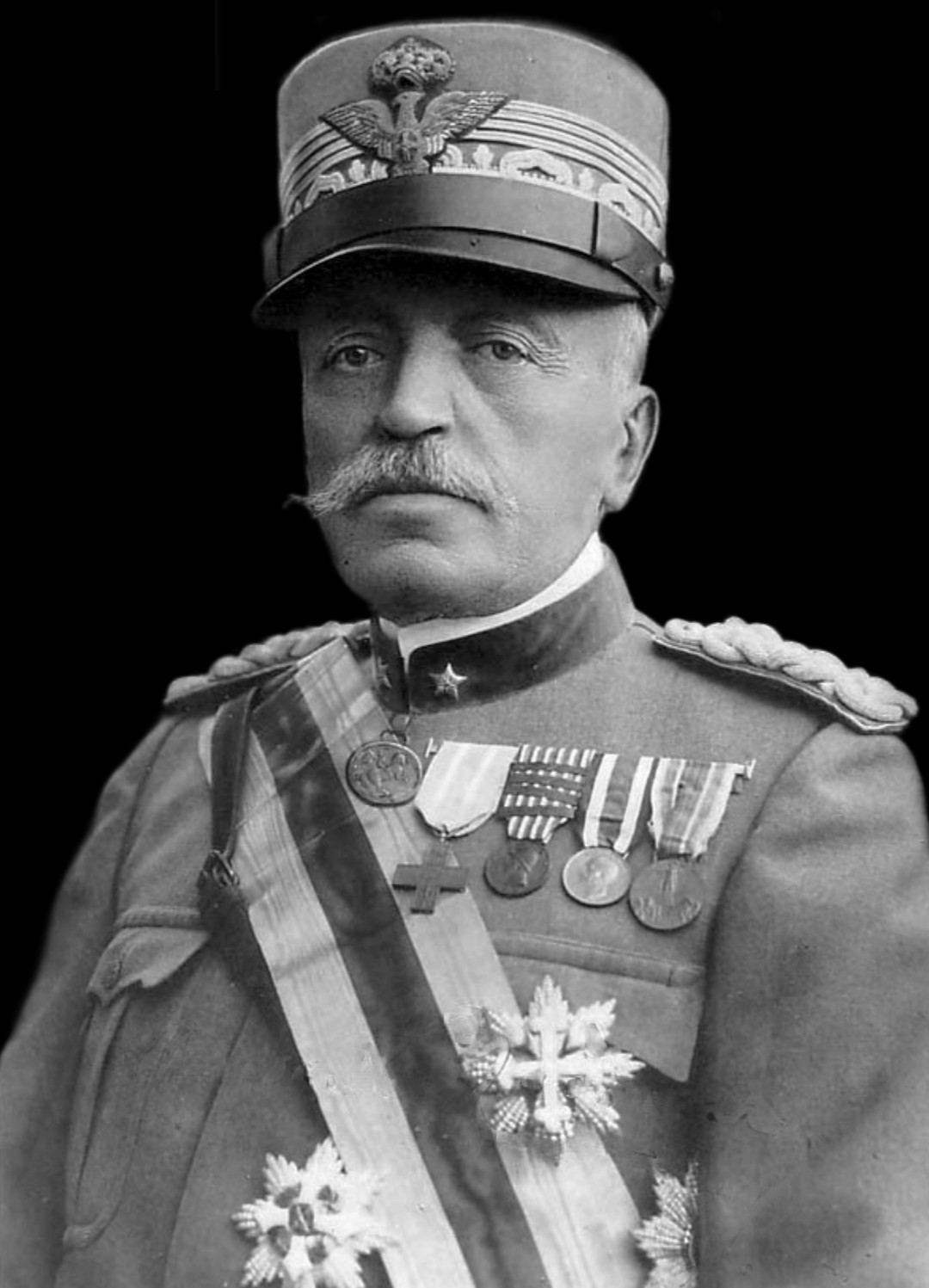
Luigi Cadorna, capo di Stato Maggiore del Regio Esercito

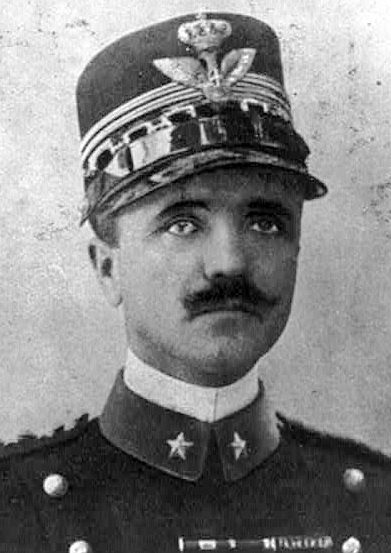
Pietro Badoglio, qui fotografato nel 1921, era il comandante del XXVII Corpo d'armata quando cominciò la battaglia di Caporetto

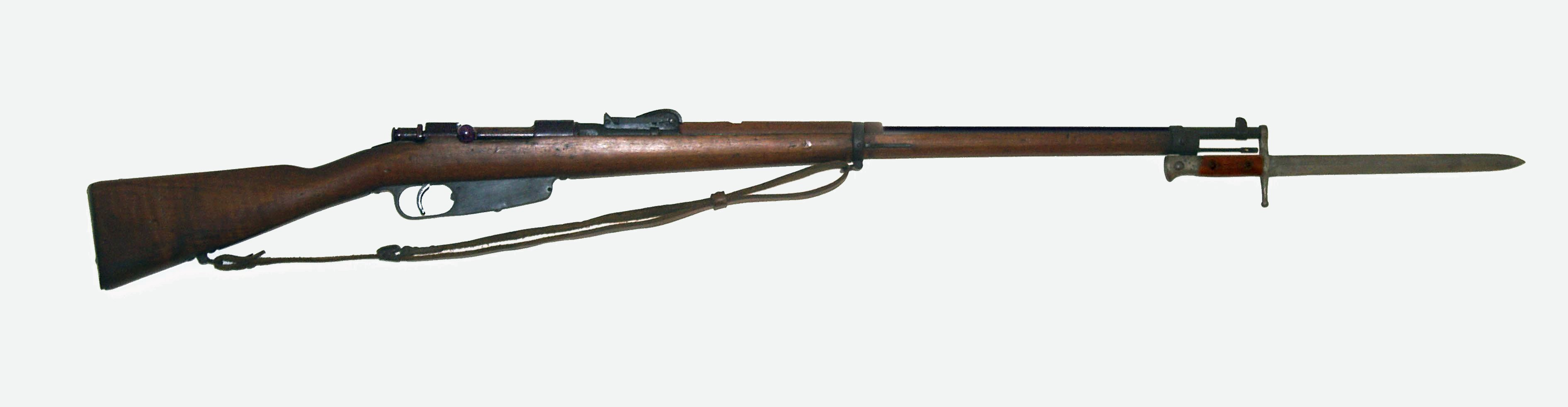
Il Carcano Mod. 91 con baionetta, il fucile standard del fante italiano durante la prima guerra mondiale

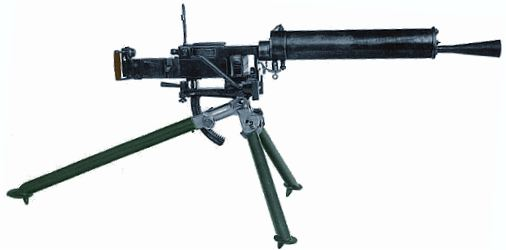
La mitragliatrice FIAT-Revelli Modello 1914, usata dal Regio Esercito nella prima guerra mondiale

Comandante in capo: tenente generale Luigi Capello

Capo di Stato Maggiore: colonnello brigadiere Silvio Egidi

Schieramento: dal monte Rombon al fiume Vipacco
In prima linea:
- IV Corpo d'armata (tenente generale Alberto Cavaciocchi)
  - Schieramento: dal monte Rombon a Dolje
  - 50ª Divisione (maggior generale Giovanni Arrighi)
    - Brigata "Friuli" - 87º e 88º reggimento fanteria
    - Brigata "Foggia" - 280º reggimento fanteria
    - Battaglioni alpini "Borgo S. Dalmazzo", "Dronero" e "Saluzzo"
    - 2º Gruppo alpini - battaglioni "Ceva", "Mondovì", "Monviso"

  - 43ª Divisione (tenente generale Angelo Farisoglio)
    - Brigata "Genova" - 97º e 98º reggimento fanteria
    - Elementi, Brigata "Etna" - 223º reggimento fanteria
    - V raggruppamento alpini: 5º gruppo (battaglioni "Monte Albergian", "Val Chisone", "Belluno")
    - 9º reggimento bersaglieri

  - 46ª Divisione (tenente generale Giulio Amadei)
    - Brigata "Caltanissetta" - 147º e 148º reggimento fanteria
    - Brigata "Alessandria" - 155º e 156º reggimento fanteria
    - Elementi, Brigata "Etna" - 224º reggimento fanteria
    - 2º reggimento bersaglieri

  - 34ª Divisione (tenente generale Luigi Basso), riserva di corpo d'armata
    - Brigata "Foggia" - 281º e 282º reggimento fanteria
    - Battaglione alpini "Monte Argentera".
- XXVII Corpo d'armata (tenente generale Pietro Badoglio)
  - Schieramento: da Dolje a Breg
  - 19ª Divisione (maggior generale Giovanni Villani)
    - Brigata "Napoli" - 75º e 76º reggimento fanteria
    - Brigata "Spezia" - 125º e 126º reggimento fanteria
    - Brigata "Taro" - 207º e 208º reggimento fanteria (meno un battaglione)

  - 65ª Divisione
    - Elementi, Brigata "Belluno" - 274º reggimento fanteria, I e II/275º reggimento fanteria

  - 22ª Divisione
    - Brigata "Pescara" - 211º e 212º reggimento fanteria

  - 64ª Divisione
    - Elementi, Brigata "Belluno" - 276º reggimento fanteria, III/275º reggimento fanteria
    - Elementi, Brigata "Taro" - II/208º reggimento fanteria

  - Riserva di corpo d'armata:
    - X Gruppo Alpini (battaglioni "Vicenza", "Monte Berico", "Morbegno", "Val d'Adige")
    - Brigata "Puglie" - 71° e 72º reggimento fanteria (già in linea)
    - Brigata "Roma" - 79º e 80º reggimento fanteria (già in linea)
- XXIV Corpo d'armata (tenente generale Enrico Caviglia)
  - Schieramento: da Breg al monte Zgorevnice
  - 49ª Divisione
    - Brigata "Ravenna" - 37º e 38º reggimento fanteria
    - Brigata "Lambro" - 205º e 206º reggimento fanteria (la mattina del 24 passò al XIV Corpo d'armata, sostituita dalla "Palermo")
    - Brigata "Sele" - 219º e 220º reggimento fanteria

  - 68ª Divisione
    - Brigata "Grosseto" - 237º e 238º reggimento fanteria

  - 10ª Divisione
    - Brigata "Verona" - 85º e 86º reggimento fanteria
    - Brigata "Campobasso" - 229º e 230º reggimento fanteria
- II Corpo d'armata (maggior generale Alberico Albricci)
  - Schieramento: dallo Zgorevnice al monte Sella di Dol
  - 67ª Divisione
    - Brigata "Cremona" - 21° e 22º reggimento fanteria
    - Brigata "Tortona" - 257º e 258º reggimento fanteria

  - 44ª Divisione
    - Brigata "Re" - 1° e 2º reggimento fanteria
    - Brigata "Brescia" - 19º e 20º reggimento fanteria

  - 8ª Divisione
    - Brigata "Udine " - 95º e 96º reggimento fanteria
    - Brigata "Forlì" - 43º e 44º reggimento fanteria

  - Riserva di corpo d'armata: brigata "Aquila" - 269º e 270º reggimento fanteria
- VI Corpo d'armata (tenente generale Luigi Lombardi)
  - Schieramento: dalla Sella di Dol a Borgo Carinzia (Gorizia)
  - 66ª Divisione
    - Brigata "Cuneo" - 7° e 8º reggimento fanteria
    - Brigata "Abruzzi" - 57º e 58º reggimento fanteria "Abruzzi"
    - Brigata "Milano" - 159º e 160º reggimento fanteria (tatticamente a disposizione dell'armata e distaccata al XXVII Corpo d'Armata)

  - 24ª Divisione
    - Brigata "Emilia" - 119° e 120º reggimento fanteria
    - Brigata "Gaeta" - 263º e 264º reggimento fanteria
- VIII Corpo d'armata (maggior generale Francesco Saverio Grazioli)
  - Schieramento: da Borgo Carinzia (Gorizia) al Vipacco
  - 48ª Divisione
    - Brigata "Piemonte" - 3° e 4º reggimento fanteria
    - Brigata "Porto Maurizio" - 253º e 254º reggimento fanteria

  - 59ª Divisione
    - Brigata "Modena" - 41° e 42º reggimento fanteria
    - Brigata "Pesaro " - 239º e 240º reggimento fanteria

  - 7ª Divisione
    - Brigata "Bergamo" - 25° e 26º reggimento fanteria
    - Brigata "Lucca" - 163º e 164º reggimento fanteria

  - Brigata "Sesia" - 201º e 202º reggimento fanteria (piazzaforte di Gorizia, tatticamente a disposizione dell'armata)

In seconda linea:
- VII Corpo d'armata (maggior generale Luigi Bongiovanni)
  - Schieramento: alla sorgente del fiume Judrio tra il monte Matajur e il Globočak
  - 3ª Divisione
    - Brigata "Arno" - 213º e 214º reggimento fanteria
    - Brigata "Elba" - 261º e 262º reggimento fanteria

  - 62ª Divisione
    - Brigata "Salerno" - 89° e 90º reggimento fanteria
    - IV brigata bersaglieri - 14º e 20º reggimento bersaglieri

  - Riserva di Corpo d'armata: brigata "Firenze" - 127º e 128º reggimento fanteria
- XIV Corpo d'armata (tenente generale Pier Luigi Sagramoso) - Riserva del Comando d'Armata -
  - Schieramento: tra il fiume Judrio e l'Isonzo, a sud di Canale d'Isonzo
  - 20ª Divisione
    - Brigata "Livorno" - 33° e 34º reggimento fanteria
    - Brigata "Palermo" - 67° e 68º reggimento fanteria

  - 30ª Divisione
    - Brigata "Treviso" - 115º e 116º reggimento fanteria
    - Brigata "Girgenti" - 247º e 248º reggimento fanteria
- XXVIII Corpo d'armata (maggiore generale Alessandro Saporiti) - Riserva del Comando d'Armata -
  - Schieramento: in valle Judrio a nord di Cormons
  - 23ª Divisione
    - Brigata "Venezia" - 83° e 84º reggimento fanteria
    - Brigata "Messina" - 93° e 94º reggimento fanteria
    - Brigata "Sassari" - 151° e 152º reggimento fanteria
    - Brigata "Avellino" - 231° e 232º reggimento fanteria

  - 47ª Divisione
    - I brigata bersaglieri - 6º e 12º reggimento bersaglieri
    - V brigata bersaglieri - 4º e 21º reggimento bersaglieri

  - Brigata "Milano" - 159º e 160º reggimento fanteria (distaccata dalla 66ª divisione, VI Corpo d'Armata)
- Riserve del Comando Supremo
  - 60ª Divisione (dipendente dal VIII Corpo d'armata)
    - Brigata "Ferrara" - 47º e 48º reggimento fanteria
    - Brigata "Taranto" - 143º e 144º reggimento fanteria

  - 53ª Divisione (dipendente dal XIV Corpo d'armata)
    - Brigata "Vicenza" - 227º, 228º e 229º reggimento fanteria
    - Brigata "Potenza" - 271º, 272º e 273º reggimento fanteria

  - 13ª Divisione (dipendente dal XXVIII Corpo d'armata)
    - Brigata "Jonio" - 221º e 222º reggimento fanteria
    - Brigata "Massa Carrara" - 251º e 252º reggimento fanteria

  - Brigata "Teramo" - 241º e 242º reggimento fanteria (dipendente dal XXVIII Corpo d'armata)

Forza stimata totale (servizi compresi): 667 017 uomini di cui 20 222 ufficiali e 646 795 uomini di truppa

Battaglioni: 353 (dei quali 17 alpini, 24 bersaglieri)

Artiglieria: 2 430 pezzi di cui 1 066 piccoli calibri, 1 296 medi calibri, 68 grossi calibri

## Svolgimento della battaglia

### Le fasi preparatorie

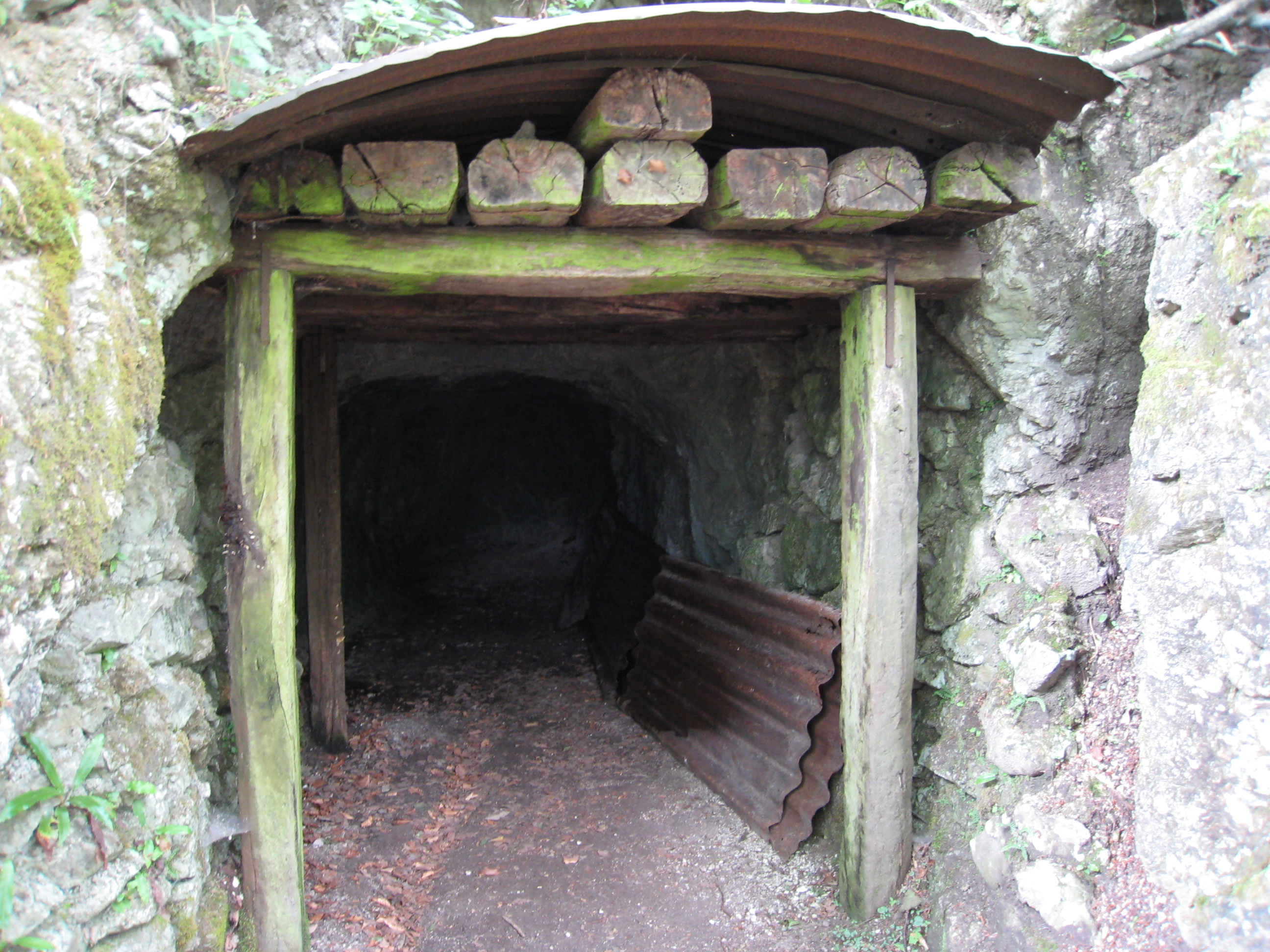
Resti di un bunker italiano a Caporetto

Quando gli austro-ungarici chiesero aiuto, il capo di Stato Maggiore tedesco, Paul von Hindenburg, e il suo vice Erich Ludendorff, acconsentirono a inviare al fronte italiano il generale Konrad Krafft von Dellmensingen per un sopralluogo, che durò dal 2 al 6 settembre 1917. Terminate le varie verifiche e dopo aver vagliato le probabilità di vittoria, Dellmensingen tornò in Germania per approvare l'invio degli aiuti, sicuro anche che la Francia, dopo il fallimento della seconda battaglia dell'Aisne ad aprile, non avrebbe attaccato.

Mappa dell'avanzata austro-ungarico-tedesca in seguito alla ritirata italiana

Già l'11 settembre Otto von Below fu posto a capo della nuova 14ª Armata e fu nominato suo capo di Stato Maggiore lo stesso Dellmensingen. Venne chiarita con l'alleato austriaco la strategia da adottare: un primo sfondamento sarebbe dovuto avvenire a Plezzo, con direzione Saga e Caporetto, per conquistare monte Stol e puntare verso l'alto Tagliamento; contemporaneamente da Tolmino si sarebbe dovuto risalire l'Isonzo fino a Caporetto, per imboccare la valle del Natisone fino a Cividale del Friuli; un altro attacco frontale sarebbe partito invece contro il massiccio dello Iessa per impossessarsi successivamente di tutta la catena del Colovrat, da cui era possibile dominare la valle dello Judrio, accerchiando l'altopiano della Bainsizza e spingendosi fino al monte Corada. Gli spostamenti di truppa dovevano essere effettuati con la massima segretezza e l'inizio delle operazioni era previsto per il 22 ottobre, ma alcuni ritardi di approvvigionamento posticiparono la data alle 2:00 del 24.
Nel frattempo, il 18 settembre, Cadorna venne a sapere che il generale russo Kornilov aveva fallito nel suo intento di ribaltare il governo Kerenskij, favorevole a un'uscita del suo paese dalla guerra, e quindi, prevedendo uno spostamento di forze austriache e tedesche verso altri fronti, ordinò tassativamente alla 2ª e alla 3ª Armata di stabilire posizioni difensive. Il giorno dopo il duca d'Aosta (capo della 3ª Armata) inoltrò l'ordine ai suoi uomini, ma specificò di prepararsi al contrattacco se questo si fosse reso necessario per prevenire le mosse del nemico, imitato in questo da Capello (al vertice della 2ª Armata) il quale però, a differenza di lui, non fece arretrare in misura ragionevole le artiglierie. Nel frattempo la salute di quest'ultimo, precaria già da tempo, peggiorò, e così il 4 ottobre il generale si ritirò in convalescenza a Padova, lasciando al suo posto Luca Montuori, senza emanare alcuna istruzione. Cadorna si rese conto dell'errore di Capello solamente il 18 ottobre, e il giorno seguente lo ricevette a Udine ribadendogli di eseguire il suo ordine con più decisione e velocità, mentre nel frattempo inviò due ufficiali presso Cavaciocchi e Badoglio per un aggiornamento della situazione e per verificare la necessità di inviare rinforzi, ma entrambi i comandanti risposero che non ve ne era bisogno, data la loro fiducia di mantenere le posizioni.
L'Ufficio I (il servizio di intelligence italiana del periodo) intanto monitorava l'accrescersi degli eserciti avversari, e ne teneva informato costantemente Cadorna, anche se non riuscì a stabilire con certezza il luogo dell'offensiva, ipotizzando però che sarebbe partita tra Plezzo e Tolmino, come effettivamente fu. Il 20 ottobre un tenente boemo si presentò al comando del IV Corpo d'armata con informazioni dettagliate sul piano d'attacco di von Below, che per lui sarebbe cominciato, forse, sei giorni dopo. Il 21 ottobre due disertori rumeni informarono gli italiani che i loro ex camerati avrebbero attaccato presto prima a Caporetto e poi a Cividale del Friuli, specificando anche la preparazione di artiglieria che avrebbe preceduto l'attacco, ma i comandi italiani non ritennero affidabili le loro informazioni. Il giorno successivo Cavaciocchi emanò disposizioni per demolire i ponti sull'Isonzo facendo inoltre spostare il comando a Bergogna; venne bombardato il comando della 2ª Armata a Cormons, che si trasferì a Cividale del Friuli dovendo ricollegare da zero tutte le linee telefoniche, e lo stesso fece Badoglio stabilendosi a Cosi, da dove cominciò a trasmettere ordini alle sue divisioni. Non era a conoscenza però che i tedeschi avevano di nuovo individuato la sua posizione grazie alle intercettazioni telefoniche, e avevano già puntato, senza sparare, i cannoni sulle nuove coordinate.
Il 23 ottobre Capello riprese il controllo della 2ª Armata mentre continuavano a essere avvistate truppe nemiche in lontananza. Alle 13:00 venne intercettata una comunicazione tedesca in cui si fissava l'avvio dell'offensiva per le ore 2:00 del giorno dopo; così alle 14:00 Cadorna, Capello, Badoglio, Bongiovanni, Cavaciocchi e Caviglia (XXIV Corpo d'armata) si riunirono per chiarire la situazione, ma l'atmosfera fu positiva in quanto il brutto tempo fece sperare in un rinvio dell'attacco nemico.

### Lo sfondamento delle linee italiane

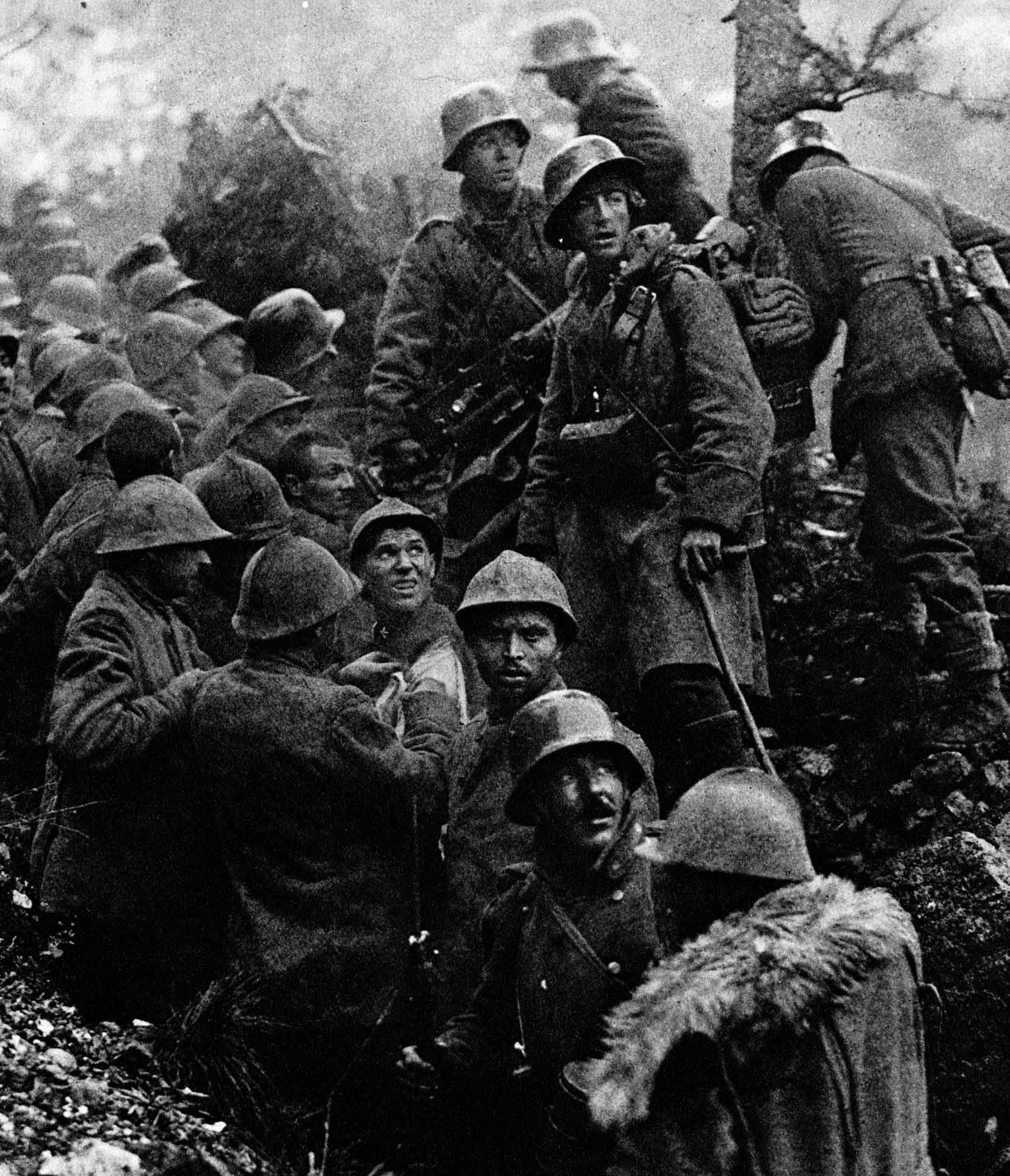
Truppe tedesche catturano numerosi soldati italiani in una trincea durante le fasi iniziali della battaglia.

Alle 2:00 in punto del 24 ottobre 1917 le artiglierie austro-germaniche cominciarono a colpire le posizioni italiane dal Monte Rombon all'alta Bainsizza utilizzando sia munizionamento a gas che granate ordinarie, colpendo in particolare tra Plezzo e l'Isonzo con un gas sconosciuto che decimò i soldati dell'87º Reggimento lì dislocati. Alle 6:00 il tiro cessò dopo aver causato danni modesti, e riprese mezz'ora dopo stavolta contrastato dai cannoni del IV Corpo d'armata, mentre il tiro di quelli del XXVII, a causa dell'interruzione dei collegamenti dovuta allo spezzarsi dei cavi elettrici sotto il tiro delle granate (nessuna linea telefonica era stata interrata o protetta in alcun modo, e alcune posizioni non erano neanche collegate) risultò caotico, impreciso e frammentario. Nel frattempo i fanti di von Below, protetti dalla nebbia, si avvicinarono notevolmente alle posizioni italiane, e alle 8:00, senza neanche aspettare la fine dei bombardamenti, andarono all'assalto delle trincee italiane, salvo sul monte Vrata dove, a causa della bufera di neve che vi imperversava, l'attacco venne rimandato di un'ora e mezza.
Parte della 3ª Infanterie Division "Edelweiss" si scontrò con gli alpini del Gruppo Rombon ma venne inizialmente respinta, mentre i reggimenti della 22ª Schützen, riuscirono a superare le trincee italiane nel settore inondato dai gas venefici. L'avanzata austro-ungarica proseguì per circa 5 km e si arrestò davanti all'estrema linea difensiva italiana posta a protezione di Saga presidiata dalla 50ª Divisione del generale Giovanni Arrighi. Alle ore 18:00 questi, ricevuta notizia della caduta in mano austro-tedesca di Caporetto, ritenuto di aver il fianco destro scoperto, fece abbandonare la stretta di Saga ripiegando sulla linea Monte Guarda - Monte Prvi Hum - Monte Stol, trascurando anche il ponte di Tarnova da dove avrebbero potuto ritirarsi le truppe che verranno accerchiate sul monte Nero. Di tutto questo Arrighi informerà Cavaciocchi solo alle 22:00. Nella mattina intanto non ebbero successo la 55ª e la 50ª Divisione austro-ungarica, arrestate fra l'Isonzo e il monte Sleme.
 Non riuscirono invece a tenere le posizioni la 46ª Divisione italiana e la brigata Alessandria poste all'immediata sinistra della 50ª Divisione austro-ungarica, e ne approfittò un battaglione bosniaco che subito diresse per Gabria.
L'avanzata decisiva che provocò il crollo delle difese italiane fu condotta dalla 12ª divisione slesiana del generale Arnold Lequis (dislocata nel settore Monte Nero-Col Mengore) che progredì in poche ore lungo il fondovalle dell'Isonzo praticamente senza essere vista dalle posizioni italiane in quota sulle montagne, sbaragliando durante la marcia lungo le due sponde del fiume una serie di reparti italiani colti completamente di sorpresa. L'avanzata dei tedeschi ebbe inizio nei pressi di Tolmino, dove cinque battaglioni della 12ª "slesiana" ebbero facilmente la meglio sui reparti della testa di ponte italiana in sponda sinistra dell'Isonzo profondamente scossi dal bombardamento, e subito cominciò la loro progressione in profondità: alle 10:30 si trovavano a Idersko dove incontrarono un'inaspettata ma debole resistenza, cinque ore dopo fu raggiunta Caporetto, alle 18:00 Staro Selo e alle 22:30 Robič e Creda.
Nel frattempo, più a sud, l'Alpenkorps diventò padrone alle 17:30 del Monte Podclabuz/Na Gradu-Klabuk mentre del massiccio dello Jeza si occupò la 200ª Divisione, che conquistò la vetta alle 18:00 dopo aspri scontri con gli italiani, terminati del tutto solo a mezzanotte. I tre battaglioni del X Gruppo alpini, aiutati anche dal tiro efficace dell'artiglieria italiana, resistettero fino alle 16:00 agli undici battaglioni della 1ª Divisione austro-ungarica, ma alla fine dovettero arrendersi e cedere il monte Krad Vhr. Nell'alta Bainsizza, dove le novità tattiche introdotte dai tedeschi non vennero applicate, il Gruppo Kosak non ottenne alcun risultato e la situazione andò quasi subito in stallo.

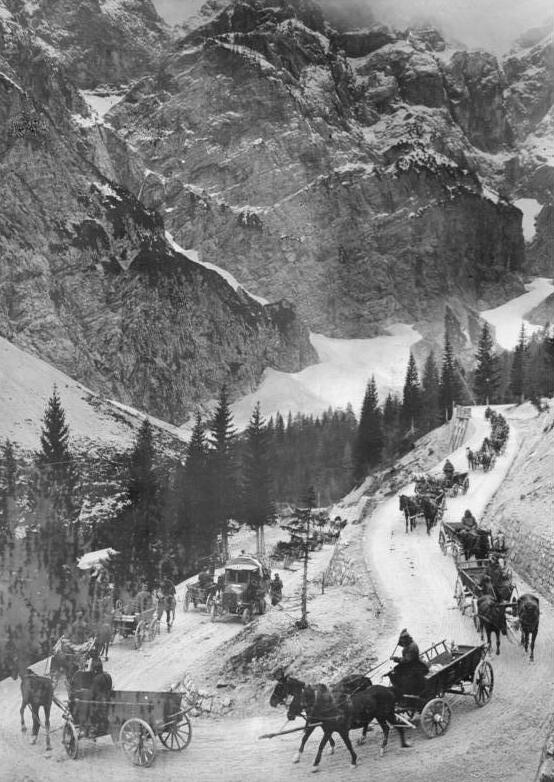
Colonna di rifornimenti austro-tedesca al passo della Moistrocca

Durante il primo giorno di battaglia gli italiani persero all'incirca, tra morti e feriti, 40000 soldati e altrettanti si ritrovarono intrappolati sul monte Nero, mentre i loro avversari 6000 o 7000. Nella mattina del 25 ottobre il generale Alfred Krauß proseguì l'inseguimento della 50ª Divisione italiana ritiratasi il giorno precedente sulle posizioni del Monte Stol. Esauste e con poche munizioni, le truppe italiane cedettero intorno alle 12:30 le posizioni del Prvi Hum andando a guarnire la sella e la cima dello Stol. Verso le 18:30 il generale Arrighi (50ª Divisione) ordinò la ritirata generale su Bergogna, ma a movimento avviato giunse il contrordine del generale Luigi Basso (34ª Divisione) in ottemperanza agli ordini impartiti dal Comando del IV Corpo d'armata.
I reparti della 50ª Divisione ritornarono quindi sui loro passi, ma nel frattempo la 22ª Schützen Division aveva intrapreso l'attacco alla sella e successivamente alla cima dello Stol. La resistenza dei reparti italiani fu disperata, confusa e frammentaria e si concluse con il definitivo ordine di ritirata, avallato Cavaciocchi, alle ore 21:00. Tra Caporetto e Tolmino nel frattempo la brigata "Arno", arrivata in zona tre giorni prima, stava difendendo il monte Colovrat e le creste circostanti quando contro di loro mosse il battaglione da montagna del Württemberg, assegnato di rinforzo all'Alpenkorps; il tenente Erwin Rommel guidava uno dei tre distaccamenti in cui era stato diviso il suo battaglione. Insieme a 500 uomini, il futuro feldmaresciallo cominciò a scalare le pendici del Colovrat catturando in silenzio centinaia di italiani presi alla sprovvista, mentre per errore la Arno, anziché contro il monte Piatto, venne lanciata verso il Na Gradu-Klabuk, già dal giorno prima saldamente in mano all'Alpenkorps che dovette sostenere gli assalti italiani fino a sera. Tornando a Rommel, i suoi uomini conquistarono senza troppe fatiche il monte Nagnoj, dove presero posizione i cannoni tedeschi che cominceranno a prendere di mira il monte Cucco di Luico, aggirato da Rommel per non perdere tempo e preso nel pomeriggio da truppe dell'Alpenkorps congiunte a elementi della 26ª Divisione tedesca.

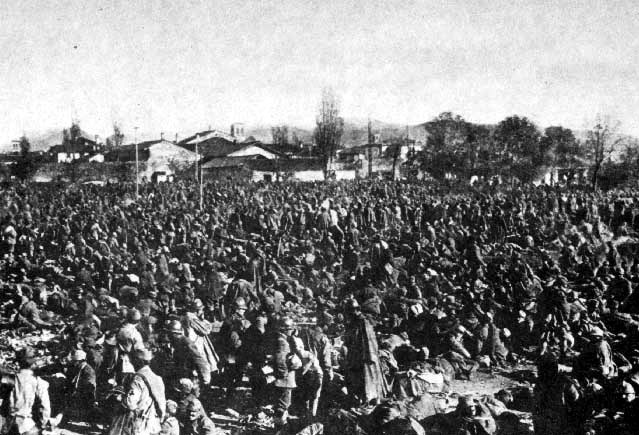
Prigionieri italiani a Cividale

Una volta distrutta la brigata Arno, il battaglione da montagna del Württemberg puntò contro il Matajur dove era schierata la brigata "Salerno" del generale Gaetano Zoppi, inquadrata nella 62ª Divisione del generale Giuseppe Viora, rimasto ferito e quindi sostituito proprio da Zoppi, che lasciò il suo posto al colonnello Antonicelli. All'alba del 26 ottobre ad Antonicelli giunse l'ordine da un tenente di abbandonare la posizione entro la mattina del 27. Sorpreso di aver ricevuto un ordine di ritirata siglato un giorno prima, il nuovo comandante della "Salerno" chiese informazioni al portaordini il quale disse che probabilmente si trattava di un errore del comando di divisione, ma Antonicelli volle essere sicuro e obbligò il tenente a ritornare con l'ordine corretto, ma quando questo arrivò a destinazione il reparto di Rommel nel frattempo aveva circondato il Matajur. Dopo brevi scontri, i reparti della "Salerno" si arresero e il distaccamento del Württemberg chiuse la giornata con solo sei morti e trenta feriti a fronte dei 9150 soldati e 81 cannoni italiani catturati.

### Dall'Isonzo al Tagliamento

La ritirata delle armate italiane verso il Tagliamento dopo lo sfondamento di Caporetto

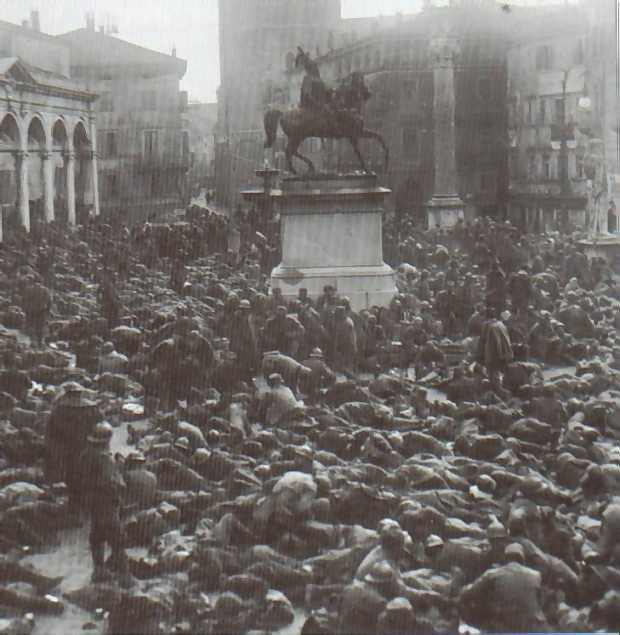
Prigionieri italiani nella Piazza Libertà di Udine

A questo punto Otto von Below lanciò le sue divisioni in direzione del fiume Torre, Cividale del Friuli e Udine.  Il Regio Esercito Italiano, seppur in una situazione estremamente caotica, non era in completo sfacelo e oppose in alcuni punti una valida resistenza; inoltre la situazione delle artiglierie si era parzialmente livellata tra i due schieramenti, in quanto gli italiani le avevano perse nei primi giorni dell'offensiva, e gli austro-tedeschi non riuscirono a farle avanzare a seguito delle fanterie.

A detta del Generale Caviglia, alla guida del XXIV Corpo d'armata, il successo di quel disordinato ma cruciale ripiegamento oltre l'Isonzo era nelle mani di alcune unità chiamate dalla riserva ad arginare la caduta. Così nelle sue memorie del 26 e del 27 ottobre: 
Cadorna, sin dalla mattina del 25 ottobre, passò al vaglio l'idea di ordinare una ritirata generale sul fiume Tagliamento e ne discusse nel pomeriggio stesso con Montuori, succeduto definitivamente a Capello a causa delle precarie condizioni di salute di quest'ultimo. Si decise per tentare una resistenza sulla linea delle Prealpi, nel tentativo di salvare la pianura friulana. La nuova linea di resistenza ad oltranza venne così delineata: M.Maggiore-Le Zuffine-M.Mia-M.Matajur-Korada. Gli scontri che si verificarono tra il 25 e il 27 ottobre riuscirono solo a rallentare parzialmente l'avanzata austro-tedesca. La resistenza e l'operato dei reparti italiani in quelle giornate fu molto eterogeno. Alcune unità si immolarono letteralmente, subendo gravi perdite, altre continuarono a ripiegare o finirono prigioniere senza combattere. Caduto il caposaldo del Monte Maggiore la sera del 26 ottobre, Cadorna perse ogni speranza di resistere sulla linea prealpina, decidendo pertanto l'immediata ritirata al Tagliamento. Il 27 ottobre il comandante supremo del Regio Esercito diede disposizioni tramite fonogramma alle 2:30 alla 3ª e alle 2:50 alla 2ª Armata di riparare dietro la linea del Tagliamento, mentre alla 4ª Armata in linea sul Cadore, disse di spostarsi sulla linea di difesa a oltranza del Piave.
Dopo una serie di scontri di varia intensità le truppe tedesche occuparono Cividale del Friuli il 27 ottobre e Udine il 28 (abbandonata in favore di Treviso da Cadorna già il 27 dopo pranzo) marciando su un ponte che non era stato fatto saltare dai genieri italiani, e misero in serio pericolo da nord-ovest la 3ª Armata, che era rimasta troppo a Oriente. I tedeschi comunque si accorsero qualche ora troppo tardi della possibilità di accerchiamento, e così, grazie anche all'inaspettata resistenza di alcune unità italiane, il duca d'Aosta e le sue truppe riuscirono a mettersi in salvo.
In generale la ritirata avvenne in una situazione caotica, caratterizzata da un altissimo numero di prigionieri. Un episodio tragico per i soldati italiani si verificò nei ponti vicino a Casarsa della Delizia il 30 ottobre, quando soldati tedeschi della 200ª Divisione piombarono sulle colonne di mezzi e uomini che intasavano le strade facendo 60000 prigionieri e catturando 300 cannoni. Più difficile fu invece infrangere le posizioni italiane, sempre il 30 ottobre, a Mortegliano, Pozzuolo del Friuli, Basiliano e alla frazione di Galleriano (in quest'ultima località per l'inaspettata resistenza durata un giorno e mezzo della Brigata Venezia del colonnello Raffaello Reghini), che consentirono il ripiegamento in corso.
Il neopresidente del Consiglio Vittorio Emanuele Orlando rimase sbalordito dallo spirito della truppa in ritirata: «È qualche cosa d'inverosimile, che non si spiega in alcun modo, che cioè nella testa di centinaia di migliaia di uomini, ad un tratto sia sorta e si sia imposta una sola idea: tornare a casa. Non c'è, nelle torme in ritirata, nessuno spirito di ribellione e sedizione».
Il futuro deputato democratico Giovanni Amendola concluse «Si erano immaginati che in quel modo finiva la guerra, e che anzi la guerra era finita. Le grida più frequenti erano: 'Viva la pace, viva il Papa, viva Giolitti'.»
L'ultimo episodio di resistenza italiana sul Tagliamento ebbe inizio, anch'esso, il 30 ottobre presso il comune di Ragogna: gli austro-ungarici, temporaneamente bloccati dal fuoco avversario, non riuscirono a impadronirsi dell'importante ponte di Pinzano al Tagliamento, ma si riscattarono il 3 novembre quando attraversarono il ponte di Cornino (una frazione di Forgaria nel Friuli) poco più a nord, rimasto solamente danneggiato, e non distrutto del tutto, dalle cariche esplosive dei genieri italiani.

### La situazione politica italiana

Vittorio Emanuele Orlando, nominato Presidente del Consiglio dei ministri in seguito agli avvenimenti di Caporetto

Mentre avveniva tutto questo, a Roma il 30 ottobre il re Vittorio Emanuele III nominò Vittorio Emanuele Orlando Presidente del consiglio dei ministri: si giunse così alla formazione del Governo Orlando. Lasciato al suo posto Sidney Sonnino (Ministro degli Esteri), Orlando avocò a sé le prerogative di Ministro dell'interno e sostituì il Ministro della Guerra Gaetano Giardino con Vittorio Alfieri. La sera stessa il nuovo Primo ministro telegrafò a Cadorna per esprimergli il suo appoggio, ma in realtà, fin dal 28 ottobre, egli aveva discusso con il Re e con Giardino di una sua possibile rimozione dall'incarico a favore di Armando Diaz, allora capo del XXIII Corpo d'armata della 3ª Armata.
All'oscuro di tutto questo, Cadorna nella mattina del 30 ottobre ricevette a Treviso il generale francese Ferdinand Foch per metterlo al corrente degli avvenimenti, e lo stesso fece il giorno seguente con il capo di Stato Maggiore Imperiale britannico William Robertson. I due generali Alleati partirono qualche giorno dopo per partecipare alla conferenza di Rapallo insieme al premier inglese David Lloyd George, il Primo ministro francese Paul Painlevé, Sonnino, Orlando e il sottocapo di Stato Maggiore italiano Carlo Porro (al posto di Cadorna). L'argomento di discussione era l'invio di consistenti aiuti al Regio Esercito per far fronte alla minaccia austro-tedesca, ma i capi Alleati furono prudenti e concessero solo sei divisioni.
Il 6 novembre si tenne una nuova riunione durante la quale venne chiesto al generale Porro quante divisioni avessero impiegato i tedeschi nelle operazioni, e questo rispose, attenendosi a quanto impartito da Cadorna, indicando in circa una ventina il loro numero. Vista l'incredula reazione dei capi Alleati (i cui servizi d'informazione stimavano correttamente che i tedeschi avevano impiegato solo sette divisioni), e sfruttando la decisione di riunirsi nuovamente a Versailles, Orlando capì che era venuto il momento di sostituire Cadorna, e lo fece in maniera "diplomaticamente" abile: mentre Diaz lo avrebbe sostituito, lui sarebbe dovuto andare a presiedere tale conferenza, cosicché non sarebbe uscito del tutto dalla scena politico-militare del suo Paese.
L'onorevole Eugenio Chiesa, per la sua grande autorità e dirittura morale, fu nominato Commissario Generale per il Corpo Aeronautico nel governo Orlando, dal 1º novembre 1917 al 14 dicembre 1918. Di fede repubblicana, non accettò l'incarico di ministro ma quello di Commissario Generale d'Aeronautica, all'interno del Ministero per le Armi e Munizioni per non giurare fedeltà al re.
Tale Commissariato aveva il compito di coordinare e presiedere alla mobilitazione industriale ed alla produzione di aeroplani e motori.

### La ritirata del Regio Esercito fino al fiume Piave

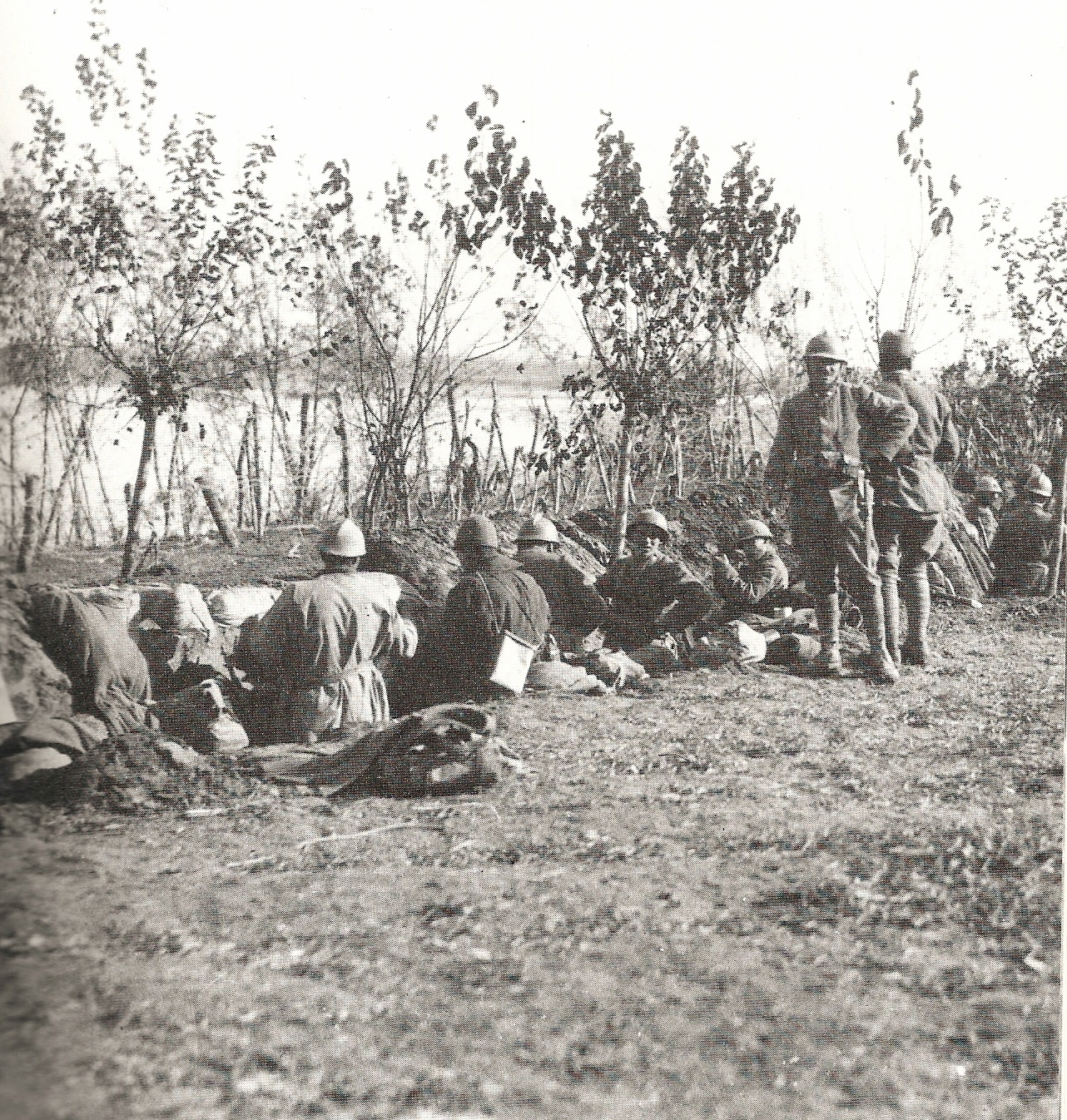
Una delle prime trincee scavate nell'argine destro del Piave nell'ottobre-novembre 1917

Cadorna, venuto a sapere della caduta di Cornino il 2 novembre e di Codroipo il 4, ordinò all'intero esercito di ripiegare sul fiume Piave, sul quale nel frattempo si erano fatti significativi passi avanti nell'impostazione di una linea difensiva proprio grazie agli episodi di resistenza sul Tagliamento.
A questo punto von Below aveva fretta, sia per il timore di ritornare a una guerra di posizione, sia perché era cosciente che i francesi e gli inglesi avrebbero inviato aiuti militari. I suoi generali sfruttarono tutte le occasioni possibili per accerchiare le truppe italiane in ritirata: a Longarone il 9 novembre furono catturati 10000 uomini e 94 cannoni appartenenti alla 4ª Armata del generale Mario Nicolis di Robilant, e in un'altra occasione la 33ª e 63ª Divisione italiana consegnarono, dopo aver tentato di uscire dall'accerchiamento, 20000 uomini.
In pianura però gli austro-tedeschi non ebbero analogo successo e molte unità italiane si riorganizzarono per raggiungere il Piave, l'ultima delle quali vi si posizionò il 12 novembre. Dall'inizio delle operazioni il 24 ottobre all'8 novembre i bollettini di guerra tedeschi avevano contato un bottino di 250000 prigionieri e 2300 cannoni.

## Le cause della sconfitta italiana
Le cause della sconfitta italiana a Caporetto sono già desumibili dal testo, ma in questo paragrafo si fa un breve riassunto, integrato da un altrettanto sommario accenno ai fatti, con l'intento di focalizzare l'attenzione sui due motivi principali che portarono il Regio Esercito a ritirarsi fino al Piave: l'inettitudine dei vertici militari e il mancato uso dell'artiglieria.

### Gli errori degli alti ufficiali

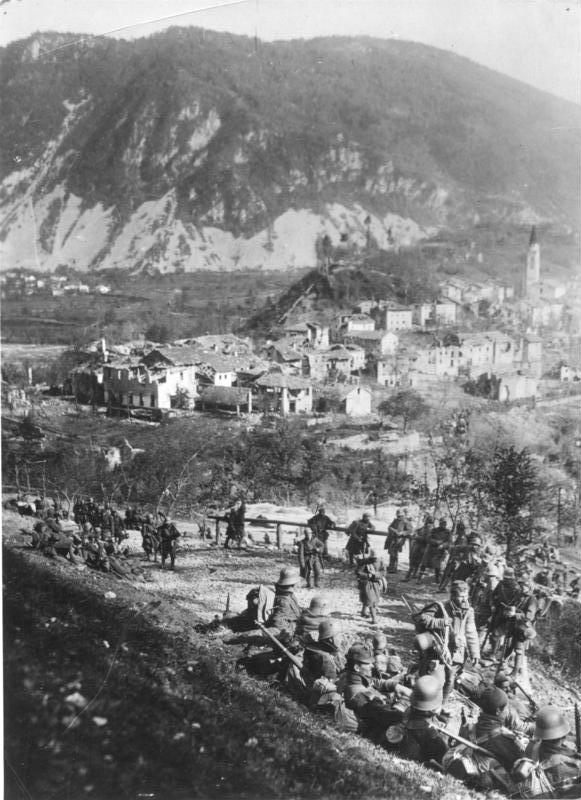
Soldati austro-tedeschi durante una pausa nella frazione di Santa Lucia d'Isonzo

Al di là dalle responsabilità di singole piccole e medie unità, le colpe maggiori di ordine strategico e tattico non possono che essere attribuite in ordine al comando supremo (Cadorna), al comando d'armata interessato (Capello), e ai tre comandanti dei corpi d'armata coinvolti (Cavaciocchi, Badoglio e Bongiovanni).
Sul piano generale, Cadorna ha la colpa di non aver sviluppato una dottrina militare meglio aderente alle necessità della guerra di posizione, con una propensione all'evitare le riunioni congiunte con i comandi d'armata. Sul piano riguardante la battaglia di Caporetto invece, egli aveva disposto con un ordine del 18 settembre, a seguito di informazioni più o meno attendibili sulle intenzioni nemiche e sul fallito colpo di Stato in Russia di Kornilov, che le sue armate sull'Isonzo si apprestassero in una disposizione difensiva nelle migliori condizioni possibili.
Luigi Capello, avendo una visione più offensiva, credeva che in caso d'attacco occorresse lanciare subito un'energica controffensiva, non solo a fini tattici, come raccomandava Cadorna, ma anche a fini strategici. Eseguì quindi solo parzialmente e in ritardo gli arretramenti del grosso delle truppe e delle artiglierie pesanti sulla destra dell'Isonzo, richiesti dal suo superiore. Bisogna però osservare che tutte le disposizioni date da Capello furono trasmesse, per conoscenza, anche al comando supremo e che Cadorna non ebbe nulla da obiettare. A questo si aggiunge il fatto che Capello, già costretto a letto da una nefrite agli inizi di ottobre, nei giorni antecedenti l'attacco nemico dovette ricoverarsi in ospedale, lasciando il comando interinale della 2ª Armata al generale Luca Montuori, riprendendolo solo alle 22:30 del 22 ottobre.
Il cambio al comando generò confusione in particolare lungo la linea di congiunzione tra il XXVII e il IV Corpo d'armata, i cui reparti furono continuamente spostati. Lo stesso Cadorna si allontanò per 15 giorni, poco convinto che il nemico avrebbe effettivamente sviluppato un'offensiva di vasta portata, rientrando al comando generale di Udine solo il 19 ottobre, dove si trovava ancora nella sera del 24, convinto che l'azione nemica a Tolmino fosse solo un diversivo per sviare l'attenzione dalla vera offensiva che sarebbe partita più a sud, complice anche il caos e la mancanza di collegamenti che regnava al fronte.
Cavaciocchi, comandante del IV Corpo d'armata, non godeva di grande stima da parte di Cadorna. Il suo operato nelle prime due giornate dell'offensiva fu molto discutibile e sicuramente la sua azione di comando fu poco incisiva e lontana in tutti i sensi dalle sue divisioni. Considerato anche che il suo corpo d'armata aveva subito l'urto principale dell'avanzata austro-tedesca, fu quasi inevitabile il suo repentino avvicendamento, già nella giornata del 26 ottobre, con il maggior generale Asclepia Gandolfo.  Nel mentre il generale Arrighi, comandante della 50ª Divisione, prese delle decisioni alquanto discutibili. Il 24 ottobre abbandonò le munite posizioni della stretta di Saga senza impegnare alcun combattimento, mentre il giorno successivo diede l'ordine di ritirata dalla dorsale dello Stol ancor prima che gli austriaci iniziassero l'attacco. Così facendo gli italiani persero la 2^ e la 3^ linea di resistenza in meno di 48 ore, abbandonando tutti i magazzini, i depositi e le artiglierie dislocate nei pressi della valle dell'Isonzo.

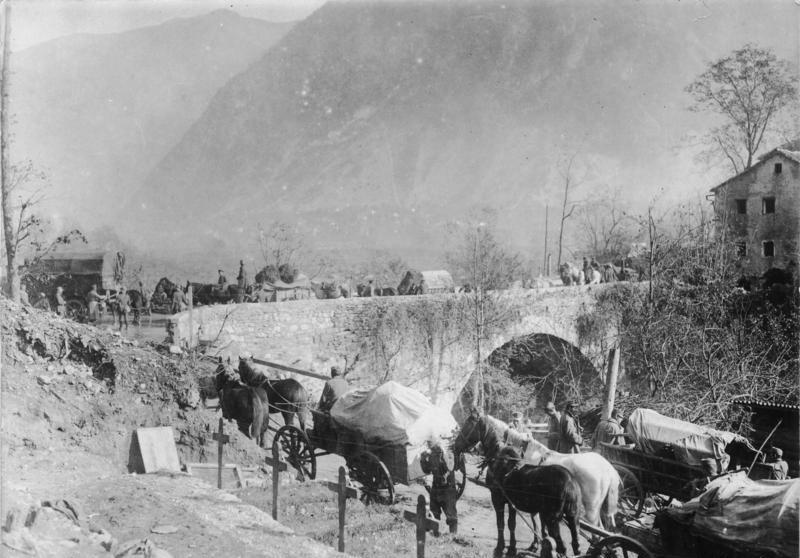
Colonna di rifornimenti tedesca a Santa Lucia d'Isonzo

Il XXVII Corpo d'armata era invece guidato da Badoglio, anche lui sicurissimo della preparazione delle sue truppe. Fu proprio da lui che partì l'errore tattico più sconcertante compiuto sul suo fianco sinistro, ovvero sulla riva destra dell'Isonzo, tra la testa di ponte austriaca davanti a Tolmino e Caporetto: questa linea, lunga pochi chilometri, costituiva il confine tra la zona di competenza del suo reparto e quello di Cavaciocchi (riva sinistra) e, nonostante tutte le informazioni indicassero proprio in questa linea la direttrice dell'attacco nemico, la riva destra fu lasciata praticamente sguarnita con piccoli reparti a presidiarla mentre il grosso della 19ª Divisione e della brigata "Napoli" era arroccato sui monti sovrastanti. Probabilmente in una giornata di tempo sereno (con buona visibilità) la posizione in quota avrebbe consentito alla 19ª Divisione di dominare tutta la riva destra rendendo il corridoio impercorribile ma, al contrario, il 24 in presenza di nebbia fitta e pioggia, le truppe italiane non si accorsero minimamente del passaggio dei tedeschi a fondovalle che catturarono senza combattere le scarsissime unità italiane lì presenti. In quota comunque, la 19ª Divisione resistette tenacemente per un giorno bloccando varie volte gli attacchi delle truppe nemiche, ma alla fine fu costretta ad arrendersi, e il suo comandante, generale Villani, si suicidò.
Bongiovanni, capo del VII Corpo d'armata posto alle spalle del IV e del XXVII e anche lui fiducioso di tener testa al nemico, avrebbe dovuto sorreggere le difese avanzate, presidiare in seconda linea il Colovrat e il Matajur, e condurre controffensive al momento più opportuno. Nei fatti però lo sfondamento a nord del IV Corpo d'armata, e l'arrivo da sud dei tedeschi a Caporetto, rese nulla la sua efficacia.

### Uso improprio dell'artiglieria

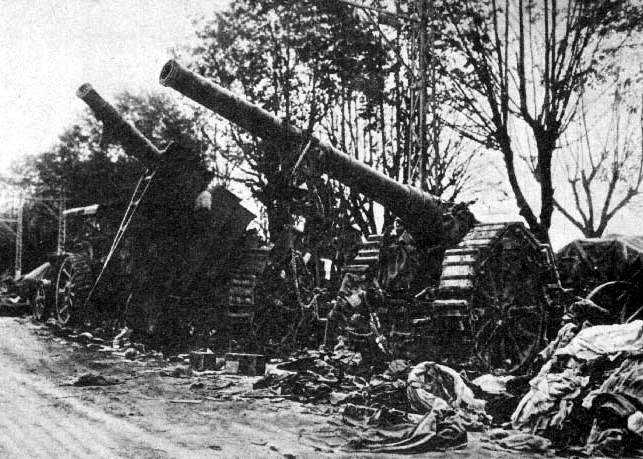
Cannoni italiani catturati dagli austro-tedeschi durante l'avanzata

L'artiglieria italiana, sebbene numerosa e ben rifornita, non aveva ricevuto un addestramento sufficiente, e nessuna differenza si faceva sul suo uso offensivo e difensivo, infatti si chiedeva semplicemente di disporre i cannoni il più avanti possibile per aumentarne la gittata utile. Cadorna comunque, quando il 18 settembre 1917 ordinò ai suoi generali di predisporre le linee di difesa, disse anche di arretrare in posizioni sicure le artiglierie, ma il 10 ottobre cambiò idea e ordinò a Capello di lasciare i piccoli calibri nelle trincee e i medi sulla Bainsizza, alterando di fatto in misura irrilevante lo schieramento complessivo. È da aggiungere anche che molti artiglieri non erano provvisti di fucili, e non si era pensato a delle fanterie da porre a protezione delle batterie di cannoni.
L'attacco delle formazioni nemiche cominciò intorno alle ore 8:00 con uno sfondamento immediato sull'ala sinistra del XXVII Corpo d'armata, occupato dalla 19ª Divisione, e sull'ala destra del IV Corpo d'armata tra Tolmino e Caporetto. Le artiglierie italiane del XXVII Corpo d'armata non risposero, per ordine esplicito, al tiro di preparazione nemico. Poi, alle 6:00, quando cominciò il tiro di distruzione, la risposta fu del tutto inefficace. La debole e intempestiva risposta delle artiglierie italiane sul fronte del XXVII Corpo d'armata è una delle ragioni accertate dello sfondamento, ma il motivo per cui ciò avvenne è tutt'oggi fonte di disquisizioni. Tra le cause ipotizzate, vi sono:
- Ignoranza dei comandi italiani sull'uso difensivo delle artiglierie, in particolare nella fase di risposta al fuoco nemico. L'avere ordinato più o meno esplicitamente di non rispondere al tiro avversario (ore 2:00 - 6:00 del 24 ottobre) fu un grave errore anche se a parziale discapito dei protagonisti è utile osservare che fino ad allora questa era la regola di utilizzo delle artiglierie nell'esercito italiano. Secondo le direttive di Cadorna le artiglierie medie e pesanti avrebbero dovuto effettuare un tiro efficace sulle batterie nemiche e sui punti di raccolta delle fanterie dall'inizio del bombardamento nemico. Capello interpretò, in sintonia o meno con il volere di Cadorna, per "inizio del tiro nemico" l'inizio del tiro di distruzione, quello cioè che cominciò alle ore 6:00;
- Le condizioni meteo avverse (nebbia, pioggia battente al mattino del 24 a valle e nevicate in quota) impedirono alle prime e alle seconde linee italiane di scorgere in tempo l'avanzata delle fanterie nemiche e di conseguenza di ordinare il tiro controffensivo con i piccoli e medi calibri, mortai e bombarde divisionali. Bisogna osservare che i tedeschi agirono esplicitamente con l'intento di fare meno rumore possibile e in effetti la maggior parte dei soldati italiani di prima linea vennero catturati senza sparare. Le testimonianze dei comandanti di batteria divisionali riportano che il tiro automatico di sbarramento (senza ordine esplicito) non fu effettuato in quanto non si udirono scariche di fucilerie o mitraglia dalle prime linee, che in effetti cedettero immediatamente quasi senza combattere;
- Il tiro di preparazione, ma più ancora quello di distruzione (ore 6:00) nemico fece saltare i collegamenti telefonici tra i reparti combattenti e i comandi. Lo stesso Badoglio riferì che fino a quell'ora erano ancora in funzione alcune linee telefoniche, mentre alle 8:00 era completamente isolato nel suo comando. Nel contempo le pessime condizioni meteo impedirono l'uso dei segnali ottici e acustici per la comunicazione. Fu necessario ricorrere in extremis alle staffette, con tutti i ritardi implicati. Per risolvere questi problemi, il nemico comunicò più efficacemente mediante razzi luminosi[56]. Badoglio aveva disposto alle sue artiglierie che l'inizio del tiro controffensivo sarebbe dovuto cominciare solo dietro suo ordine esplicito, ma al momento giusto, causa mancanza totale di comunicazioni, non fu in grado di darlo[29]. Tra l'altro Badoglio, individuato dalle artiglierie nemiche, spostò varie volte il suo comando trasmettendo ogni volta la sua nuova posizione, e così gli operatori tedeschi addetti alle intercettazioni telefoniche furono in grado di passare sempre le giuste coordinate da colpire all'artiglieria, che impedì così al capo del XXVII Corpo d'armata italiano di prendere stabilmente contatto con i suoi uomini[N 26].

## Conseguenze

### L'esodo dei civili friulani e veneti
Una tragedia nella tragedia fu quella dei profughi civili, la cui vicenda è stata di recente studiata (anche se solo con fonte di parte italiana). Durante la ritirata, oltre un milione di persone delle province di Udine, Treviso, Belluno, Venezia e Vicenza furono costrette ad abbandonare le loro case riversandosi nelle strade che conducevano alla pianura padana, spaventati dalla propaganda ufficiale che gridava ai "turchi alle porte". Nonostante ciò il trasferimento di questa gente non fu programmato e aiutato (anzi, i comandi militari imposero di dare priorità alle truppe e ai mezzi militari, con requisizioni di mezzi civili e divieto di uso delle strade principali). Molti perirono durante la fuga, ad esempio a causa della piena dei fiumi che si trovarono ad attraversare lungo strade secondarie, e solo 270000 riuscirono a porsi in salvo; gli altri ne furono impediti o dalla distruzione dei ponti o dal fatto che vennero semplicemente intercettati dagli austro-tedeschi. Il soldato ligure Carlo Verano fu presente a uno di questi episodi: «Il ponte sul Tagliamento era affollatissimo, come passare? [...] Quando fui passato sentii una voce gridare: 'Non passate più che salta il ponte!'. Il ponte era già minato da tanto tempo ed in quel mentre sentii un colpo solo e vidi tutta quella povera gente saltare in aria come gli uccelli. Immaginate voi il terrore di quelle persone, madri con figli in braccio, donne, vecchie e giovani [...] È stata proprio una catastrofe inimmaginabile».
Ci furono rappresaglie, tra le più tristemente famose i 20 presunti collaborazionisti catturati a Cervignano del Friuli e impiccati al campanile.
L'esercito austro-ungarico mise in atto un efferato e sistematico saccheggio delle terre friulane, ma qualche civile seppe reagire e si organizzò in bande armate con lo scopo di sabotare e disturbare le truppe d'occupazione, dando vita così alle prime formazioni partigiane italiane. I profughi vennero sistemati un po' in tutta Italia in maniera inadatta, causando loro notevoli disagi. Essendo sussidiati venivano accusati di essere un peso e di rubare il lavoro ai locali. Particolarmente difficile fu la situazione di chi venne inviato al sud. Ci furono molti casi di tensione per la mancata assegnazione di case a questi profughi, costretti a vivere in condizioni sanitarie e ambientali estreme.

### Le terre occupate
Benché nelle terre friulane l'occupazione si sia protratta per un periodo più breve rispetto ad altri paesi, i tassi di mortalità e di morbilità tra la popolazione furono molto elevati. Le inchieste dell'immediato dopoguerra, gli studi e le testimonianze raccolte negli ultimi decenni hanno ricostruito le privazioni inflitte ai civili dagli occupanti austro-tedeschi: le requisizioni si configurarono come veri e propri saccheggi che privarono gli abitanti di tutto il necessario alla sopravvivenza, le industrie e le filande furono smantellate, la macellazione degli animali proibita.
Gran parte delle risorse locali fu destinata al rifornimento delle truppe d'occupazione o inviata nelle diverse regioni della monarchia e in Germania. Nell'ultimo anno di guerra da Veneto e Friuli partirono 5529 vagoni colmi di materie prime, derrate alimentari, macchinari, attrezzature.
Nella primavera del 1918 (secondo i dati ufficiali) la disponibilità pro capite di farina si ridusse a 100 grammi; in alcuni comuni le razioni medie giornaliere calarono a 15-17 grammi. A soffrire di più della carestia furono i bambini e gli anziani, come testimoniarono numerosi parroci e medici di fronte alla Commissione d'inchiesta. Per i bambini e i vecchi – si legge nella relazione dedicata alle conseguenze dell'occupazione – non ci fu «alcun riguardo speciale, né nelle distribuzioni alimentari né nell'assistenza. Toccò alle donne provvedere alla sopravvivenza, nascondendo cibo e animali, spigolando, rubando».
Il raccolto del frumento nell'estate del 1918 attenuò solo temporaneamente le sofferenze della popolazione (a cui fu assegnato meno di un quarto del prodotto della mietitura) e già a partire dal mese di settembre l'incubo della carestia tornò ad abbattersi sui territori occupati.
I casi di morte nel periodo dell'occupazione – secondo i calcoli di Giorgio Mortara sulla base dei dati forniti dalla Commissione furono 43 562, 26 756 in più rispetto alla media degli anni immediatamente precedenti al conflitto.Se, infatti, nel periodo 1912-1914 la media annua della mortalità era stata del 17,12 per 1000, nell'anno dell'occupazione si elevò al 44,9 per mille, un valore che superava di molto quello relativo alla mortalità riscontrata nel resto del paese nello stesso periodo (28 per mille).Era indubbio, a parere della Commissione, che la causa più importante di una tale mortalità doveva essere attribuita all'«affamamento della popolazione» e valutava i decessi per denutrizione in 9797, ma il dato secondo alcuni storici è incerto e incompleto.
Da parte italiana gli appelli da parte dei comitati e delle associazioni dei profughi, le suppliche dei vescovi, le offerte di mediazione della Croce Rossa, del Vaticano e della Svizzera perché si facessero pervenire gli aiuti nei territori occupati, si infransero contro l'opposizione del governo italiano.
L'invio di rifornimenti alimentari avrebbe potuto minare lo spirito di resistenza o si sarebbe risolto in un vantaggio per il nemico. Neppure la proposta di trasferire i bambini delle terre invase in Italia o in Svizzera, avanzata già nel dicembre 1917, trovò accoglienza presso il governo. Come affermò Sidney Sonnino: un tale provvedimento avrebbe offerto al nemico l'opportunità di disfarsi di “tante bocche inutili”..

### L'arrivo degli aiuti Alleati e la riorganizzazione del Regio Esercito

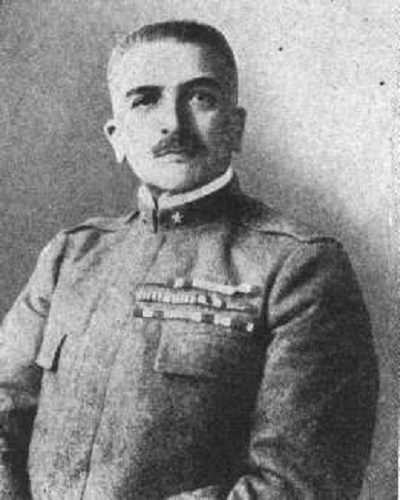
Armando Diaz, nuovo capo di Stato Maggiore del Regio Esercito a partire dall'8 novembre 1917

Una volta assorbito il trauma conseguente alla ritirata da Caporetto, gli ambienti politici e militari italiani si adoperarono per riprendere in mano e stabilizzare la situazione, aiutati anche dagli anglo-francesi. Il generale Alfredo Dallolio, Ministro delle Armi e Munizioni, comunicò di essere in grado di rimpiazzare tutte le munizioni perse entro il 14 novembre, e per dicembre sarebbero stati pronti anche 500 cannoni, a cui se ne aggiungeranno 800 Alleati. Il cambiamento più importante avvenne al vertice del Regio Esercito: Cadorna infatti ricevette l'avviso di esonero l'8 novembre, e il suo posto fu preso da Armando Diaz, assistito da Gaetano Giardino e Badoglio in qualità di sottocapi di Stato Maggiore.

Rinforzi britannici su un ponte di Padova

Le divisioni francesi inviate in aiuto aumentarono a sei e quelle inglesi a cinque entro l'8 dicembre 1917 e, sebbene non entrassero subito in azione, funsero da riserva permettendo al Regio Esercito di distogliere le proprie truppe da questo compito.
I tedeschi, assolto il proprio obiettivo di aiutare gli austriaci, trasferirono metà dei propri cannoni, la 5ª, 12ª e 26ª Divisione al fronte occidentale nei primi di dicembre, mentre gli italiani si rinforzavano giorno dopo giorno.
Il primo segno di riscossa avvenne per merito della 4ª Armata del generale Mario Nicolis di Robilant, che, stanziata sul Cadore, si era ritirata il 31 ottobre con l'ordine di organizzare la difesa del monte Grappa e di realizzare la saldatura tra le truppe dell'Altopiano di Asiago e quelle schierate lungo il fiume Piave. La nuova posizione da difendere a tutti i costi era di vitale importanza per l'intero esercito, dato che una sua caduta avrebbe trascinato con sé l'intero fronte, e gli uomini di Robilant riuscirono a mantenere la posizione.
Dopo la ritirata al 20 novembre l'aviazione italiana disponeva per il Corpo Aeronautico di 59 squadriglie e 2 Sezioni dotate di 378 aerei (59 Caproni, 9 Farman, 5 Caudron, 59 SAML S.2, 1 Savoia-Pomilio SP.2, 55 S.P.3, 19 Savoia-Pomilio SP.4, 28 Pomilio PC, 6 SIA 7b, 31 Ni 11, 36 SPAD 140, 34 Hanriot HD.1 e 36 vari) per 457 piloti, 284 osservatori e 152 mitraglieri oltre ai 119 piloti di Marina.
Dopo Caporetto cambiò l'atteggiamento dell'esercito italiano, dopo anni di dottrina offensivistica di Cadorna, Diaz seguì una rigida disciplina difensivistica, anche quando le perdite di uomini e materiali furono ripianate e l'esercito austro-ungarico iniziò a sfaldarsi. L'intervento delle divisioni alleate e la concorrente crisi francese, con l'intervento statunitense, ridimensionarono le mire espansionistiche italiane verso l'Adriatico.

## I luoghi della battaglia oggi

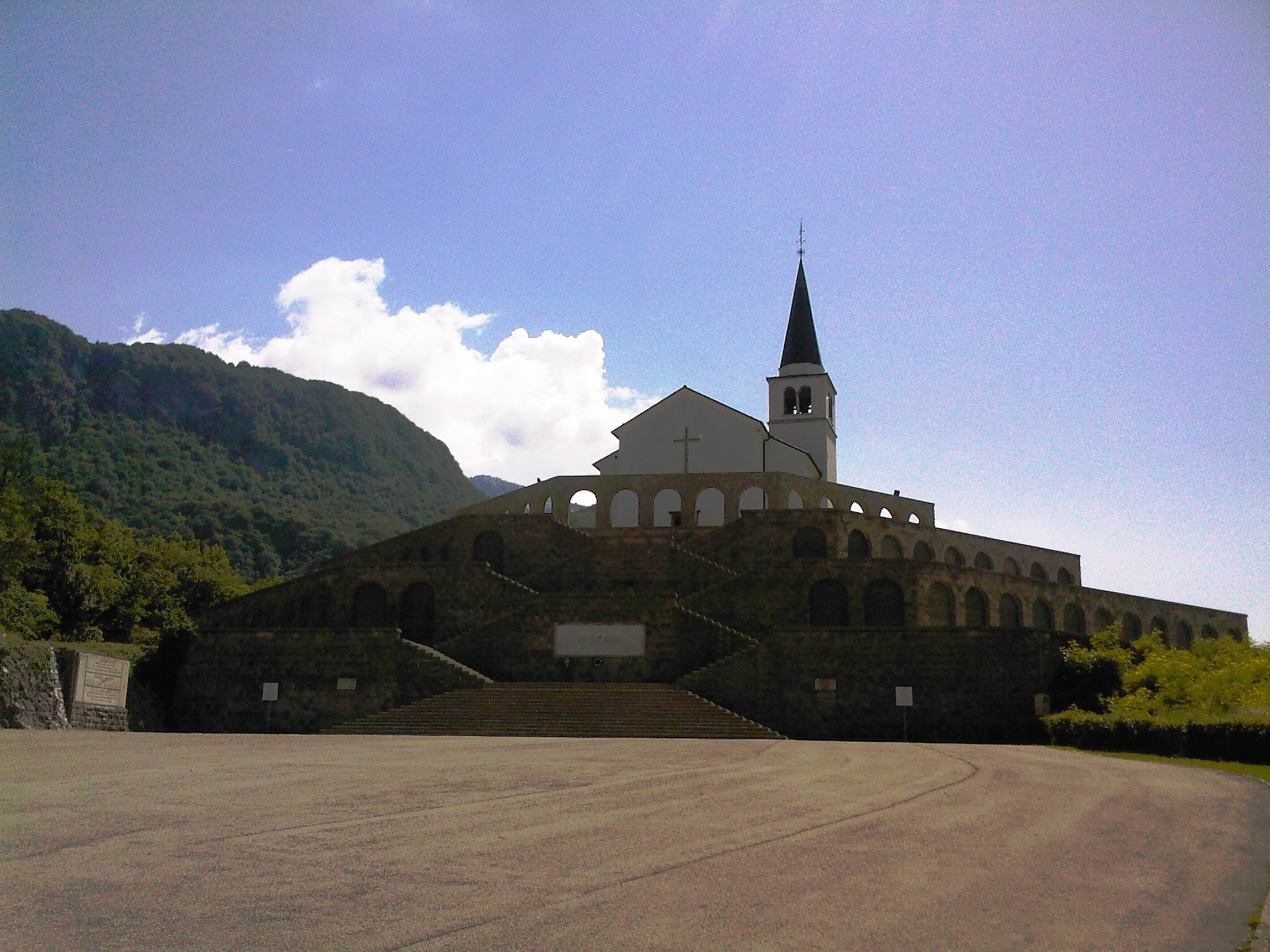
Il Sacrario militare di Caporetto

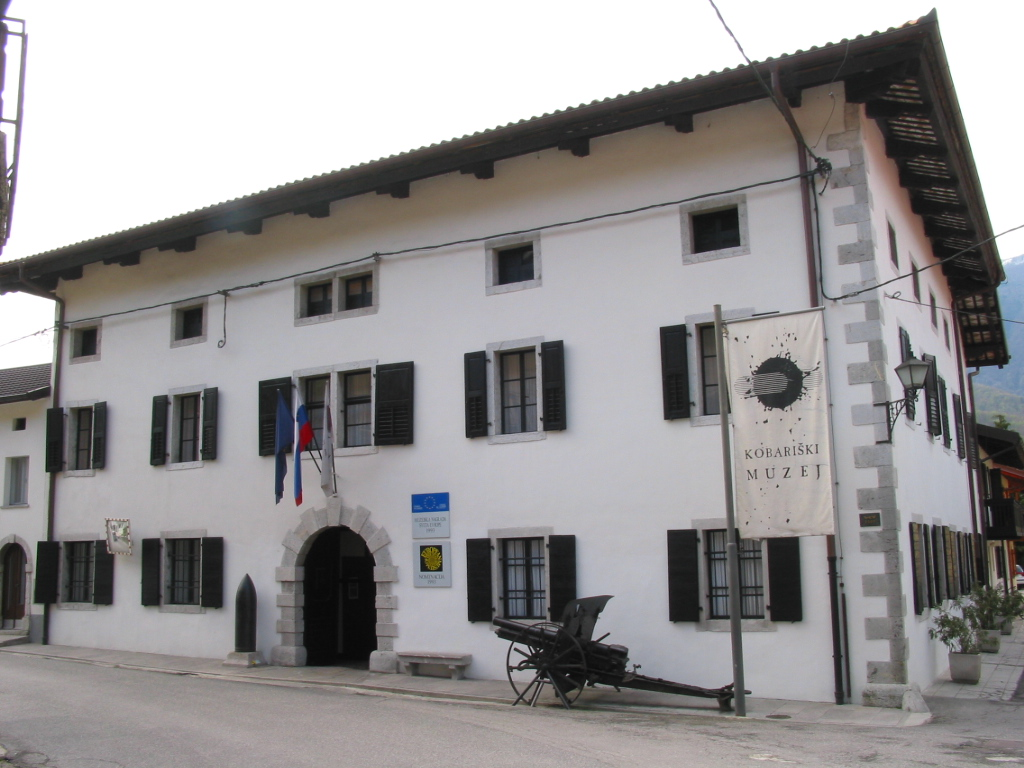
Il museo della prima guerra mondiale a Caporetto

Oggi quei luoghi vengono ogni anno visitati da migliaia di appassionati di storia e di montagna che vogliono visitare strade militari, trincee, casematte, sacrari e ossari.
Sono numerosi i musei e le mostre dedicati alla Grande Guerra, come quelli di Gorizia, Asiago, Ragogna e San Martino del Carso in Italia e di Nova Gorica, Tolmino e Caporetto in Slovenia; quest'ultimo in particolare permette visite guidate sui luoghi dello sfondamento, e lungo le rive dell'Isonzo, famose per le numerose battaglie che videro affrontarsi i due eserciti.
Per quello che riguarda i cimiteri di guerra, nelle vicinanze di Caporetto è presente il Sacrario militare di Caporetto, inaugurato nel 1938, che ospita le spoglie di 7014 soldati italiani (di cui 1748 ignote). Lo stesso anno è stato anche edificato dai tedeschi l'ossario di Tolmino, contenente le spoglie di circa un migliaio di soldati morti nell'ottobre-novembre del 1917. Prima della loro chiusura e del trasferimento dei corpi nel Sacrario militare di Redipuglia (dove è sepolto anche l'ex comandante della 3ª Armata, Emanuele Filiberto di Savoia-Aosta) e in altri siti austro-tedeschi, alcuni cimiteri erano ubicati a Prepotto, Grimacco, Stregna, Drenchia, Camina (dedicato alle brigate "Salerno", "Caltanissetta" ed "Emilia") e San Pietro al Natisone. Sono tuttora presenti invece i cimiteri austro-ungarici di Modrejce, Loče, e le cappelle italiane di Gabria, Ladra e Planica.
Attorno alla zona di Caporetto è inoltre possibile fare escursioni nei vicini luoghi in cui si svolsero azioni di guerra, come Monte Nero, Monte Rombon, Gran Monte e Monte Canin, che videro i primi sanguinosi momenti dell'avanzata austro-tedesca verso il Tagliamento, e poi verso il Piave dove gli italiani si asserragliarono nell'ultimo disperato tentativo di bloccare l'invasione nemica. Alcuni degli itinerari più interessanti sono:
- Cividale del Friuli - Caporetto

itinerario automobilistico, lungo la valli del Natisone, per vedere i resti delle vie di approvvigionamento italiane, ferrovie, strade, cartelli e strutture;
- Monte Purgessimo

itinerario su un monte accessibile a tutti, situato tra le valli del Natisone e la pianura friulana, alla scoperta dei luoghi in cui si consumò la battaglia di Cividale dove gli italiani cercarono di fermare l'avanzata austro-tedesca;
- Na Gradu-Klabuk

dal rifugio Solarie situato sull'omonimo passo raggiungibile in automobile, dal paese di Azzida (comune di San Pietro al Natisone) e poi proseguendo verso la frazione di Crai (Drenchia), si dipartono alcuni sentieri alla scoperta delle trincee del Colovrat e i resti del caposaldo italiano, nel museo all'aperto del monte Na Gradu-Klabuk;
- Monte Cum (Hum in sloveno)

dal paese di Rucchin (Grimacco), alla scoperta dei capisaldi della 2ª Armata italiana;
- Monte Matajur

dal rifugio Guglielmo Pelizzo, alla scoperta di una delle montagne più panoramiche delle Prealpi Giulie.

### Esplicative
1. ↑  Sostituito da Armando Diaz l'8 novembre
2. ↑  Sostituito da Luca Montuori il 25 ottobre
3. ↑  Dati riferiti alla 14ª Armata mista e alla 2ª Armata dell'Isonzo, esclusa la divisione tedesca Jäger che non partecipò subito agli scontri. Vedere Silvestri 2006, p. 117
4. ↑  Dati riferiti non all'intero Regio Esercito ma solo al IV, XXVII e VII Corpo d'armata della 2ª Armata. Vedere Silvestri 2006, p. 117
5. ↑  I dati non sono certi e non si hanno altre informazioni circa le perdite di altro materiale. Vedere Silvestri 2006, p. 232
6. ↑  A questi vanno aggiunti 300000 sbandati e 50000 disertori, questi ultimi ritornati però nelle linee. Le perdite in termini materiali furono 4882 cannoni, 3000 mitragliatrici, 300000 fucili, 73000 cavalli, 1600 autocarri, 150 aeroplani e 1500000 proiettili di artiglieria. Vedere  Caporetto, su lagrandeguerra.net. URL consultato il 9 marzo 2010.,  La battaglia di Caporetto, su primaguerramondiale.it. URL consultato il 9 marzo 2010 (archiviato dall'url originale il 2 maggio 2010). e Silvestri 2006, pp. 229-231
7. ↑  Da 2000 pezzi di artiglieria a 9500, da 600 mitragliatrici a 7000, e da una trentina di aerei a oltre 500. Cfr. Silvestri 2006, p. 87.
8. ↑  I fanti che effettivamente sfondarono le linee italiane furono circa 60000. Vedere Silvestri 2006, pp. 115 e 117
9. ↑  Nel gergo militare tedesco, l'ora zero (Stunde Null) è l'orario di inizio di un'operazione.
10. ↑  Feldmarschalleutnant in tedesco, grado austro-ungarico corrispondente al tenente generale dell'esercito tedesco e all'attuale generale di divisione
11. ↑  Il comandante supremo dell'esercito austro-ungarico era Svetozar Borojević von Bojna
12. ↑  I fanti che effettivamente vennero investiti dalla 14ª Armata austro-germanica e dal gruppo Kosak furono circa 80 000, dei quali oltre la metà erano nuovi arrivati. Vedere Silvestri 2006, p. 140
13. ↑  Questa consisteva in quattro ore di lanci di gas soffocanti e lacrimogeni seguiti da un'ora e mezza di granate convenzionali. Su questo e sui disertori austro-ungarici, vedere Silvestri 2006, pp. 127, 147 e 154
14. ↑  Il tiro a gas avvenne mediante un sistema di lancio già sperimentato in altri fronti consistente in tubi dove venivano collocate le cariche, attivate tramite un comando elettrico. Il gas, che aveva un odore di mandorle, forse era l'acido cianidrico, che causa la paralisi del centro respiratorio nel cervello, anche se non c'è certezza su questo. L'87º Reggimento della brigata Friuli rimase con soli 212 uomini e gli italiani non risposero con altro gas perché il vento a loro sfavorevole avrebbe sospinto indietro le nubi tossiche. Vedere Silvestri 2006, pp. 178/181. Un'altra ipotesi peraltro, avanzata dal tenente colonnello del genio militare Attilio Izzo, afferma che i gas usati furono il difosgene e la difenilcloroarsina. Su questa seconda ipotesi, forse più esatta, vedere Izzo 1935, p. 21.
15. ↑  La marcia della 12ª slesiana fu lunga 27 km e fruttò circa 12 000 prigionieri, quasi tutti addetti ai servizi di retrovia. Vedere Silvestri 2006, p. 164
16. ↑  Questo monte era difeso dal 3º battaglione del 75º Reggimento della brigata "Napoli". I soldati tedeschi attaccarono da varie direzioni la cima del monte, distraendo gli avversari che non si accorsero di un gruppo di soldati che, al comando del tenente Ferdinand Schörner, stava scalando il monte proprio dietro le loro posizioni. Quando gli italiani scoprirono lo stratagemma era ormai tardi e, sebbene abbiano offerto un'aspra resistenza, dopo combattimenti corpo a corpo tutte le trincee del monte caddero in mano all'Alpenkorps. Vedere Silvestri 2006, p. 172
17. ↑  I dati sono incerti. Delle 40000 perdite italiane, 35 000 circa furono prigionieri: 4000 catturati dalla 22ª Schützen, 700 dalla 55ª, 7000 dalla 50ª, 12000 dalla 12ª slesiana, 4 000 dall'Alpenkorps, alcune migliaia dalla 20ª e 4600 dalla 1ª. Vedere Silvestri 2006, pp. 165-166
18. ↑  Nella manovra di aggiramento Rommel incontrò e tese un'imboscata a un gruppo di bersaglieri facendo 2 050 prigionieri, quindi proseguì lungo la strada Luico-San Pietro al Natisone raggiungendo la prima località alle 15:30. Vedere Silvestri 2006, pp. 191-192
19. ↑  Il "Gruppo Boroevic" rappresenterebbe il Gruppo Kosak che organicamente dipendeva dal generale Boroevic (Svetozar Borojević von Bojna) che era il comandante supremo delle forze austro-ungariche schierate sul basso Isonzo
20. ↑  Udine venne occupata dalla 200ª Divisione tedesca del LI Corpo d'armata ma nell'occasione il suo comandante, Albert von Berrer, si spinse incautamente e prematuramente in testa alle sue truppe in automobile, e venne ucciso dai soldati italiani. Vedere Silvestri 2006, p. 203.
21. ↑  Benché non abbiano partecipato ai combattimenti sul Tagliamento o alla ritirata fino al Piave, queste truppe presero il posto di cinque divisioni della 3ª Armata italiana (che poterono così ritornare a fronteggiare gli austro-tedeschi) nella zona di Brescia, Bassano del Grappa e Vicenza, lì spostate da Cadorna per timore di un attacco verso l'altopiano dei Sette Comuni. Vedere Silvestri 2006, p. 225
22. ↑  Per alcuni disse esattamente "venti", per altri "da ventuno a ventiquattro". Vedere Silvestri 2006, p. 226
23. ↑  La sera del 27 ottobre, dopo aver raggiunto Treviso, Cadorna emise il bollettino di guerra con il quale imputava la sconfitta alla "mancata resistenza di reparti della 2ª Armata, vilmente ritiratisi senza combattere o ignominiosamente arresisi al nemico". Così facendo egli addossava alla truppa la responsabilità della rotta di Caporetto e non invece a manchevolezze ed errori del suo Comando. Vedere  Novant'anni fa la battaglia di Caporetto - ottobre 1917. Un'occasione per riflettere, su lagrandeguerra.net. URL consultato il 4 marzo 2010.
24. ↑  Anche se non c'è assoluto accordo tra gli storici, alcuni sostengono che Badoglio avesse volontariamente lasciato sguarnito quel tratto di fronte per far cadere il nemico nella cosiddetta "trappola di Volzana", attirandolo all'interno per colpirlo all'improvviso con l'artiglieria (che invece venne quasi totalmente catturata) e accerchiarlo con la fanteria. Vedere  La trappola di Badoglio, su lagrandeguerra.net. URL consultato il 4 marzo 2010.
25. ↑  Nel 1917 la produzione nazionale si aggirava sui 60 000-70 000 proiettili al giorno. Vedere Silvestri 2006, p. 145
26. ↑  Durante questi spostamenti l'auto dove viaggiava Badoglio fu anche colpita da un proiettile, ma fortunatamente si salvarono tutti gli occupanti. Vedere Silvestri 2006, p. 169

### Bibliografiche
1. ↑  Isnenghi-Rochat, p. 389.
2. ↑  Labanca, p. 40.
3. ↑  Barbero, p. 384.
4. ↑  Keegan, p. 458.
5. ↑  Liddell Hart, p. 396.
6. ↑  Silvestri 2006, p. 3.
7. ↑   Caporétto, su treccani.it, Enciclopedia Treccani. URL consultato il 14 gennaio 2021.
8. ↑  Silvestri 2006, p. 24.
9. ↑   La conca di Caporetto (Kobarid), su grandeguerrafvg.org. URL consultato il 6 marzo 2010 (archiviato dall'url originale il 28 febbraio 2010).
10. ↑   Le valli del Natisone, su grandeguerrafvg.org. URL consultato il 6 marzo 2010 (archiviato dall'url originale il 18 febbraio 2010).
11. ↑   Il Colovrat (Kolovrat), su grandeguerrafvg.org. URL consultato il 6 marzo 2010 (archiviato dall'url originale il 13 febbraio 2010).
12. ↑  Silvestri 2006, p. 44.
13. ↑  Silvestri 2006, p. 50.
14. ↑  Silvestri 2006, p. 41.
15. ↑   Genova, Noi combattenti.
16. ↑   La ritirata del Friuli.
17. ↑  Barbero.
18. ↑  Silvestri 2006, pp. 114-115.
19. ↑   14ª Armata austro-tedesca, su grandeguerrafvg.org. URL consultato il 2 marzo 2010 (archiviato dall'url originale il 6 gennaio 2009).
20. ↑  F. Glaise-Horstenau, Osterreich-Ungarns Letzer Krieg 1914-1918 - Militarwissenschaftlichen Mitteilungen - Vienna 1931
21. ↑   2ª Armata dell'Isonzo (Gruppo Kosak), su grandeguerrafvg.org. URL consultato il 3 marzo 2010 (archiviato dall'url originale il 30 dicembre 2009).
22. ↑   19ª Divisione, su grandeguerrafvg.org. URL consultato il 1º marzo 2010 (archiviato dall'url originale il 24 settembre 2015).
23. ↑   XXVII Corpo d'armata, su grandeguerrafvg.org. URL consultato il 1º marzo 2010 (archiviato dall'url originale il 24 settembre 2015).
24. ↑   IV Corpo d'armata, su grandeguerrafvg.org. URL consultato il 1º marzo 2010 (archiviato dall'url originale il 24 settembre 2015).
25. ↑   VII Corpo d'armata, su grandeguerrafvg.org. URL consultato il 1º marzo 2010 (archiviato dall'url originale il 24 settembre 2015).
26. ↑   2ª Armata, su grandeguerrafvg.org. URL consultato il 2 marzo 2010 (archiviato dall'url originale il 28 dicembre 2009).
27. ↑  Ordine di battaglia allegato alla mappa strategica del Comando della 2ª Armata. Situazione alle ore 6:00 del 24 ottobre 1917. Vedere Capello 1967, pp. 313-315
28. ↑  F. Dell'Uomo, R. Di Rosa, A. Chiusano, L'Esercito Italiano verso il 2000, Ufficio Storico dello Stato Maggiore Esercito, Roma, 2002.
29. 1 2 3 4 5   Novant'anni fa la battaglia di Caporetto - ottobre 1917. Un'occasione per riflettere, su lagrandeguerra.net. URL consultato il 4 marzo 2010.
30. ↑  Silvestri 2006, p. 125.
31. ↑  Silvestri 2006, p. 123.
32. ↑  Silvestri 2006, pp. 162, 170 e 171.
33. 1 2   Andrea Vazzaz, La conquista del Monte Stol, Udine, Gaspari Editore, 2024,  pp. 89-123, ISBN 9791256550036.
34. 1 2   Andrea Vazzaz, La conquista del Monte Stol, Udine, Gaspari Editore, 2024, ISBN 9791256550036.,  pp. 165-193.
35. ↑   Andrea Vazzaz, La Caduta del Monte Maggiore - 26-28 ottobre 1917., Udine, Gaspari Editore, 2022,  pp. 61-77, ISBN 9788875416317.
36. ↑  Silvestri 2006, pp. 193-194.
37. ↑  Silvestri 2006, p. 195.
38. ↑  Dalle memorie di Caviglia, in Cervone 1992, p. 84
39. ↑   Andrea Vazzaz, La caduta del Monte Maggiore, Udine, Gaspari Editore, 2022,  pp. 308-312, ISBN 9788875416317.
40. ↑  Silvestri 2006, p. 211.
41. ↑   Brigata Venezia, su frontedelpiave.info. URL consultato il 22 giugno 2011.
42. ↑   Brigata Venezia (83º e 84º Fanteria) (PDF), su cimeetrincee.it. URL consultato il 22 giugno 2011.
43. ↑  Barbero, p. 486.
44. ↑   Malagodi, Conversazioni della guerra,  p. 184.
45. ↑  Silvestri 2006, p. 224.
46. 1 2  Silvestri 2006, p. 226.
47. ↑  Francesco Bartolotta, Parlamenti e governi d'Italia. Vol. II, Vito Bianco Editore, Roma, 1971, pp. 140-143
48. ↑  Giacomo Properzj Breve storia della grande Guerra Mursia
49. ↑  I Reparti dell'aviazione italiana nella Grande Guerra, AM Ufficio Storico - Roberto Gentili e Paolo Varriale, 1999 p. 23
50. ↑  Silvestri 2006, p. 229.
51. ↑  Rochat e Massobrio 1978, p. 188.
52. ↑  Silvestri 2006, pp. 109-110.
53. ↑  Silvestri 2006, pp. 168-169 e 171.
54. ↑  Silvestri 2006, p. 137.
55. ↑  Silvestri 2006, p. 151.
56. ↑  Silvestri 2006, p. 171.
57. ↑  Vedi, tra gli altri, Ceschin 2006.
58. 1 2  Pavan 2004, p. 96.
59. ↑  Silvestri 2006, p. 205.
60. ↑   Antonio Gibelli, La guerra grande, Laterza,  p. 177.
61. ↑  Silvestri 2006, p. 207.
62. ↑  C. Horvath-Mayerhofer, (1985), L'amministrazione militare austro-ungarica nei territori italiani occupati 1917-1918, Istituto per la storia del Risorgimento italiano. Comitato di Udine, Udine 1985, pp. 59-71
63. ↑  C. Pavan, (2004), L'ultimo anno della prima guerra. Il 1918 nel racconto dei friulani e veneti. Servizi Culturali, Santa Lucia di Piave (Treviso) 2004, p. 14
64. ↑   L’arma della fame. Il blocco navale e le sue conseguenze sulla popolazione civile (1915-1919) (PDF), su unive.it. URL consultato il 18 maggio 2015 (archiviato dall'url originale l'8 dicembre 2015).
65. ↑  Silvestri 2006, p. 232.
66. ↑  I Reparti dell'aviazione italiana nella Grande Guerra, AM Ufficio Storico - Roberto Gentili e Paolo Varriale, 1999 p. 24.
67. 1 2  Rochat e Massobrio 1978, p. 191.
68. ↑   Musei e collezioni in Italia, su grandeguerrafvg.org. URL consultato il 9 marzo 2010 (archiviato dall'url originale l'11 gennaio 2010).
69. ↑   Musei e collezioni in Slovenia, su grandeguerrafvg.org. URL consultato il 9 marzo 2010 (archiviato dall'url originale l'11 gennaio 2010).
70. ↑   Itinerario storico di Caporetto - I ruderi del fronte isontino, su kobariski-muzej.si/ita. URL consultato il 20 novembre 2017 (archiviato dall'url originale il 1º dicembre 2017).
71. ↑   Sacrario di Caporetto, su cimeetrincee.it. URL consultato il 10 marzo 2010 (archiviato dall'url originale il 27 giugno 2013).
72. ↑   L'Ossario tedesco di Tolmino, su grandeguerrafvg.org. URL consultato il 10 marzo 2010 (archiviato dall'url originale il 4 gennaio 2010).
73. ↑   Testimonianze di guerra in Val d'Isonzo - Edifici, cimiteri e monumenti tra Tolmino e Caporetto, su grandeguerrafvg.org. URL consultato il 10 marzo 2010 (archiviato dall'url originale il 4 gennaio 2010).
74. ↑   Itinerari, su grandeguerrafvg.org. URL consultato il 10 marzo 2010 (archiviato dall'url originale il 5 gennaio 2010). Più sotto, al paragrafo "Collegamenti esterni", è presente un link con altri percorsi.

### Testi di riferimento
- Alessandro Barbero, Caporetto, Roma-Bari, Laterza, 2017, ISBN 978-88-581-2980-7.
- Roberto Bencivenga, La sorpresa strategica di Caporetto, Udine, Gaspari Editore, 1997, ISBN 88-86338-20-1.
- Luigi Capello, Caporetto, perché? La 2. armata e gli avvenimenti dell'ottobre 1917, Torino, Giulio Einaudi, 1967, SBN RML0156265.
- Alberto Cavaciocchi, Un anno al comando del IV Corpo d'armata, Udine, Gaspari Editore, 2006, ISBN 88-7541-051-8.
- Pier Paolo Cervone, Enrico Caviglia, l'anti Badoglio, Mursia, 1992, ISBN 88-425-2205-8.
- Daniele Ceschin, Gli esuli di Caporetto, Laterza, 2006, ISBN 88-420-7859-X.
- Giuseppe Del Bianco, La Guerra e il Friuli (4 voll.), Udine, Tipografia D. Del Bianco e Figlio, 1937, SBN TSA0059397.
- Francesco Fadini, Caporetto dalla parte del vincitore: il generale Otto von Below e il suo diario inedito, Mursia, 1992, ISBN 88-425-1156-0.
- Angelo Gatti, Caporetto, Il Mulino, 2007, ISBN 978-88-15-11857-8.
- Attilio Izzo, Guerra chimica e difesa antigas, Milano, Hoepli, 1935, SBN MIL0459544.
- Mario Isnenghi, Giorgio Rochat, La grande guerra, Bologna, Il Mulino, 2014  [2008], ISBN 978-88-15-25389-7.
- John Keegan, La prima guerra mondiale. Una storia politico militare, Milano, Carocci, 2000  [1998], ISBN 978-88-43016-66-2.
- Nicola Labanca, Giovanna Procacci e Luigi Tomassini, Caporetto. Esercito, Stato, Società, Milano, Giunti, 2018, ISBN 978-88-09-87859-4.
- Basil Liddell Hart, La prima guerra mondiale, Milano, BUR, 2006  [1968], ISBN 88-17-12550-4.
- Marco Mantini, Da Tolmino a Caporetto lungo i percorsi della Grande Guerra tra Italia e Slovenia, Udine, Gaspari Editore, 2006, ISBN 88-7541-062-3.
- Marco Mantini, Paolo Gaspari e Paolo Pozzato, Generali nella nebbia: le 36 ore di battaglia della 43⁰ divisione, dal Monte Nero al ponte di Caporetto, Udine, Gaspari Editore, 2007, ISBN 88-7541-103-4.
- Marco Mantini e Silvio Stok, Le valli del Natisone e dello Judrio, collana I tracciati delle trincee sul fronte dell'Isonzo, Vol. II, Udine, Gaspari Editore, 2007, ISBN 88-7541-105-0.
- Ministero della Difesa-Stato Maggiore dell'Esercito, Ufficio Storico, L'esercito Italiano nella Grande Guerra, Vol. IV, Tomi 3, 3bis, 3Ter, Roma, 1967, SBN CFI0906220.
- Camillo Pavan, In fuga dai Tedeschi: l'invasione del 1917 nel racconto dei testimoni, Treviso, Pavan, 2004, ISBN 978-88-900509-1-6, SBN VIA0241707.
- Piero Pieri e Giorgio Rochat, Badoglio, UTET, 1974, ISBN 88-02-01903-7.
- Giorgio Rochat e Giulio Massobrio, Breve storia dell'esercito italiano dal 1861 al 1943, Torino, Einaudi, 1978.
- Mario Silvestri, Caporetto, una battaglia e un enigma, Bergamo, Bur, 2006, ISBN 88-17-10711-5.
- Andrea Vazzaz, La caduta del Monte Maggiore, Udine, Gaspari Editore, 2022, ISBN 9788875416317.
- Andrea Vazzaz, La conquista del Monte Stol, Udine, Gaspari Editore, 2024, ISBN 9791256550036.
- Fritz Weber, Dal Monte Nero a Caporetto, Mursia, 2006, ISBN 978-88-425-3684-0.

### Testi letterari
La battaglia di Caporetto è anche protagonista di diversi testi letterari, a carattere narrativo o più spesso memoriale:
- Addio alle armi: tra i romanzi più celebri di Ernest Hemingway, ha come protagonista un combattente italiano che partecipa alla battaglia. Parzialmente basato sull'esperienze dell'autore come volontario della Croce Rossa, è stato creduto a lungo che fosse ispirato, almeno in parte, dall'esperienza diretta dello scrittore, della ritirata di Caporetto, anche se in realtà Hemingway arrivò in Italia solo nel 1918, e apprese della battaglia dai racconti dei superstiti;
- La ritirata del Friuli: scritto nel 1920 da Ardengo Soffici, ai tempi ufficiale di collegamento, descrive lo sbando delle truppe italiane;
- Taccuini 1916-1922: resoconto drammatico sviluppato da Filippo Tommaso Marinetti;
- Giornale di guerra e di prigionia: raccolta dei diari (tra cui il Diario di Caporetto) che Carlo Emilio Gadda, volontario degli alpini durante il primo conflitto mondiale, tenne tra il 24 agosto 1915 e il 31 dicembre 1919.
- La rivolta dei santi maledetti: di Curzio Malaparte, questo libro del 1921 prende spunto proprio dalla rotta di Caporetto.
- L'Italia e la guerra mondiale: saggio storico-militare del 1920 dello scrittore statunitense Thomas Nelson Page, ambasciatore in Italia dal 1913 al 1919, il cui XIX capitolo è interamente dedicato a Caporetto.